# 全国高等学校ラグビーフットボール大会
全国高等学校ラグビーフットボール大会（ぜんこくこうとうがっこうラグビーフットボールたいかい）は、毎年12月末から翌1月の始めにかけて大阪府東大阪市の東大阪市花園ラグビー場で開催される日本の男子高校生によるラグビーユニオン大会である。
通称「花園」（はなぞの）、「ラグビーの甲子園」、「冬の花園」とも。なお全国大学ラグビーや全国高校サッカーなどとは異なり大会名に「選手権」がつかないことに注意。

## 概説
全国高等学校総合体育大会（インターハイ）の一環 として開催される大会。本大会へ出場することについては、花園ラグビー場で開催することにちなんで「花園に行く」と表現されることが多く、ラグビー関係者の間では「花園」だけで通じる。ただし、会場が花園ラグビー場で定着したのは1962年度（第42回大会）からである。
優勝旗は「飛球の旗」と呼ばれる（第40回大会より）。優勝校には他に大優勝楯、文部科学大臣杯、全国高体連会長杯、目良記念杯、ラグビーのまち東大阪市賞（第84回大会より）、NHK杯、毎日放送杯（旧・民放杯）が授与され、準優勝校にも準優勝トロフィー（第40回大会より）、高崎米吉杯、毎日放送杯が授与される。
主催は日本ラグビーフットボール協会、全国高等学校体育連盟（高体連）、大阪府、大阪府教育委員会、および毎日新聞社の各団体であり、スポーツ庁、日本スポーツ協会、東大阪市、NHKが後援。神戸製鋼所、毎日放送が特別協賛をしている。
1990年度（第70回）以降の本大会は、日本全国を8つのブロックに分けたうえで、都道府県単位の予選を勝ち抜いたチーム（基本として51チーム）によるトーナメント方式で開催。大阪府から3校、北海道と東京都から2校ずつ、その他のブロックから1ブロックにつき6 - 7校が出場する。インターハイの対象に含まれていないが、全国高等学校野球選手権大会（日本高等学校野球連盟の主催で阪神甲子園球場を使用する男子硬式野球の全国大会）でも都道府県単位の予選を本大会の前に開催していることから、全国高校ラグビーを「高校ラガーマンの甲子園」と称することもある。また、5年の節目ごとに組まれている「記念大会」では、（毎日新聞社が主催する選抜高等学校野球大会を含めた）男子硬式野球の全国大会における「記念大会」と同様に出場校を通常の大会から若干増やしている（詳細後述）。
例年は、本大会開幕直前の12月下旬に、毎日新聞大阪本社のオーバルホールで3回戦までの組み合わせ抽選会を開催。準々決勝については本大会の3回戦終了後、準決勝については準々決勝の終了後に、花園ラグビー場の第1グラウンド上で組み合わせ抽選を実施している。また、本大会ではカンタベリーオブニュージーランドジャパン、ギルバート、セプター製のラグビーボールを併用。主催者から公表されるトーナメント表には、使用するボールのメーカー名の頭文字（カ、ギ、セ）も試合ごとにも記載されている。
日本に現行の高等学校制度が確立された学制改革（1946年）の前から「日本フットボール大会」「全国中等学校ラグビーフットボール大会」という名称で催されていたため、本大会に1回でも出場した旧制中学校や新制高校が、学制改革や統・廃合などによる改組を経て復活出場を果たすこともある。ただし、このように復活した高校の出場回数については、カウントの方法が統一されていない。現に、男子硬式野球の全国大会とほぼ同じパターンで前身の出場校から継承する高校 と、全国高校サッカー（インターハイの一環として本大会と同じ時期に開催）のように継承しない高校 が混在している。
なお、1973年度から2008年度までは、本大会閉幕の1週間後に「高校東西対抗試合」（2002年度のみ3地域交流戦）を花園ラグビー場などで開催。開催に際しては、当該年度の本大会で著しい活躍が見られた選手を選抜した後に、オールスターゲーム方式で各チームに振り分けていた。

### 略史
1918年（大正7年）に「日本フットボール大会」の呼称で大阪府豊中市においてサッカーの選手権（現・全国高等学校サッカー選手権大会）と併せて開催されたことが始まりとされている。このことから、式典では豊中市に所在する梅花高等学校の生徒がプラカードを持っていたが、現在は出場校の生徒がプラカードを持っている。当初は旧制高校や大学の参加もあったが、第3回大会から旧制中学校のみの参加となり、現在に至っている。
戦前においては当初は同志社が圧倒的だったが、その後外地勢が台頭し、朝鮮、台湾、満州などの代表がしばしば優勝を飾っている。戦後は秋田工や東京の保善、目黒、國學院久我山、奈良の天理の台頭が顕著であったが、近年は大阪・京都府勢の活躍が目立つ。特に京阪電鉄沿線には優勝校（伏見工（2018年に全日制は閉課）・常翔学園（旧・大阪工大高）・常翔啓光学園（旧・啓光学園）・東海大大阪仰星（旧・東海大仰星））が集中し常にハイレベルな練習試合を行い実力を磨いている。啓光学園は2001年度（第81回大会）から4連覇を果たしたが、2005年度（第85回大会）では準々決勝で敗退し、戦後初となる5連覇は実現しなかった。
2011年度（第91回大会）には東福岡が史上5校目の3連覇となる4回目の優勝を果たすなど、2000年代後半から2010年代は東福岡と大阪勢（主に東海大大阪仰星）が優勝校の座をほぼ占め、神奈川の桐蔭学園などが絡む構図となっている。
なお、花園ラグビー場では2017年から2018年9月まで、ラグビーワールドカップ2019の開催に向けてメインスタジアム（第1グラウンド）の座席増築・改修工事を実施していた。ただし、2017年度には当大会で使用するため、年末年始期間に工事を中断。この時の改修によって、ナイター照明設備が新たに設けられた。改修後の大会では、（照明設備のない第2・第3グラウンドを含めて）予定されている試合が日没に差し掛かることが見込まれる場合に、当該試合を翌日以降へ延期せず、当日にナイトゲームとして第1グラウンドで開催している。また、2019年度の第99回大会からは、直前（2019年の9・10月）に開催されたワールドカップの試合と同様に、10秒前からのカウントダウン方式で場内にキックオフを告げる演出が準決勝と決勝で施されている。

### 「記念大会」として開催する場合の対応
2010年度（第90回記念大会）は北海道の南北2校・東京都の2地区・大阪府の3地区に加えて、埼玉県・神奈川県・愛知県・福岡県の4県から2代表が加わって55校で開催。2015年度（第95回記念大会）でも、出場校を55校に増やしている。
2020年度には、第100回大会を記念大会として開催。「節目の大会を盛り上げながら、門戸を広げてラガーマンに希望を与える」という目的で、出場校を史上最多の63校にまで増やした。当初は64校の出場を計画していたが、第99回大会の直後（2020年1月）から日本国内で新型コロナウイルスへの感染が拡大している影響で、（例年より多く2校分の出場枠を設けた愛知・埼玉・福岡県および、都道府県別予選での準優勝校を北海道・東北・関東・北信越・東海・近畿・中国・四国・九州の各地区から1校ずつ出場させる「ブロック枠」を含めた）63校に変更。感染状況によって予選の中止を余儀なくされた地区には、当該地区を管轄する都道府県高校体育連盟のラグビー専門部などの選考による出場校の選出や、出場辞退を認めていた。ただし、実際には予選もブロック代表決定戦も全て開催されたため、記念大会の開幕1ヶ月前（11月28日）には63校が出揃っている。その一方で、例年の大会では出場校の主将が一堂に会する組み合わせ抽選会をオンライン（大会委員による代理抽選）方式で実施したほか、全試合を無観客で開催。大会期間中には出場校や大会の関係者から新型コロナウイルスへの感染者が出ず、天候にもおおむね恵まれたことから、当初の予定どおり全日程を消化している。

### 複数の高校で構成される「合同チーム」の扱い
ラグビーが「1チーム15人」という大人数の団体競技であることに加えて、多くのブロックでは、「1県につき1校」を基調に本大会への出場校を決めている。このため、予選への参加校数が他の都道府県を大きく下回る県では、特定の高校が何年にもわたって本大会への出場を続ける事例が見られる。さらに、近年は少子化の傾向やラグビーを「きつい、汚い、怪我が多い」として敬遠する風潮も相まって、過去の実績などから選手が集まりやすい「強豪校」以外の高校のラグビー部では部員が不足する事態が相次いでいる。
これに対して、大会を主催する高体連では、同一都道府県内での統・廃合が決まっている高校を対象に、統・廃合年までの2大会に限って「合同チーム」を編成することを容認。ただし、ラグビーと同様の事態に見舞われている他の団体競技（サッカー、バスケットボール、バレーボール、ハンドボール、ソフトボール、アイスホッケー、ホッケー、水球）にもこのような措置が適用されたため、2022年度（第102回）までは上記の要件を満たした「合同チーム」が予選を勝ち抜いても（インターハイの一環として開催される）全国大会へ出場できなかった。
しかし、高体連ではインターハイ開催基準要項のうち、ラグビーと上記8競技における「合同チーム」関連の規定を緩和することを第102回大会閉幕後の2023年1月24日に発表した。この改定では、「インターハイの一環」として同年4月から開催される全国大会に、同一都道府県内の複数の高校による「合同チーム」が参加することを容認。異なる都道府県の高校同士による「合同チーム」の編成を引き続き認めない一方で、部員数が大会出場条件を満たしていながら「競技の円滑な実施や安全対策の面で問題がある」と高体連が判断した高校への「特例」として、同一都道府県内の他校との「合同チーム」を編成できる旨の規定を新設した。
インターハイ開催基準要項は全国高校ラグビーにも適用されるため、2023年度（第103回大会）からは、予選への参加要件を満たした「合同チーム」が予選を突破した場合にも本大会へ出場できる。もっとも、高体連ではラグビーへの適用に関して「勝利至上主義的な発想で合同チームを編成してはならない」との姿勢を打ち出しているため、「合同チーム」には「部員が14人以下の高校同士による編成」といったガイドラインに沿うことを新たに求めている。
ちなみに、第103回大会の福井県大会決勝（2023年11月5日）では、若狭東と敦賀工の合同チームが若狭に勝利。学校の統廃合以外の事情で編成された合同チームとしては最も早く、全国大会への出場権を獲得した。全国大会では、初日（同年12月27日）に花園第3グラウンドで組まれていた1回戦に登場。目黒学院（東京第2代表）の前に7対62というスコアで敗れたものの、若狭東から出場していた清水大和が、「特例」扱いの合同チームとしては史上初の得点をトライで記録した。
若狭東は単独チームとして2022年度（第102回大会）まで7大会連続で全国大会に出場していたが、敦賀工との合同チームで全国大会への出場権を獲得したことが「初出場」とみなされたため、単独チームとしての連続出場記録が途切れることになった。それでも2023年度の大会に敦賀工との合同チームで臨んだ背景には、2023年に福井県内でラグビー部を設けていた高校が両校と若狭の3校だけであったことや、敦賀工のラグビー部員がわずか3人であったことが挙げられる。若狭東のラグビー部には2023年福井県大会の時点で22人の部員が在籍していたが、かねてから敦賀工のラグビー部との合同練習を定期的に実施していたことも踏まえて、同校との合同チームを組むことが規定の緩和に伴う「特例」で認められた。

### 故障者による人数不足で棄権敗退
第103回大会1回戦において、高松北（香川）がケガ（骨折）で試合途中から1人欠き、14人ながら倉吉東（鳥取）に勝利した。しかし続く2回戦においても高松北は14人しか揃わないことから、棄権し敗退した。「公式戦においては、試合開始時に両チームともに15 名が競技区域にいなければならない」というルールによるものである。故障者による人数不足での棄権は、大会史上初となる。

### 本大会の期間中に開催される「エキシビジョンマッチ」
高体連では2008年度から、「U18合同チーム東西対抗戦」（2010年度以降の名称は「U18合同チーム東西対抗戦～もうひとつの花園～」）を本大会の期間中に花園ラグビー場で開催。開催に際しては、全国高等学校合同チームラグビーフットボール大会に参加した選手を対象に、所属高校の所在地によって選手を東西2チームに25人ずつに分けている。
その一方で、7人制ラグビーと女子ラグビーの普及・振興を目的に、2009年度に「女子7人制ラグビー東西対抗戦」・2010年度に「女子ラグビーユース7人制エキシビジョンマッチ」を花園ラグビー場の第1グラウンドで本大会の開会式直後に開催。いずれの試合でも、女性選手を東西2チームに11人（2009年度）・10人（2010年度）ずつに分けていた。さらに、2011年度からは「U18花園女子セブンズ～花園からオリンピックへ～」にリニューアル。2014年度までは、高校3年生以下の女子選手から選抜した40人を「ハイパフォーマンスの部」と「普及の部」で20人ずつ分けたうえで、10人制によるチームの対抗戦を「ハイパフォーマンスの部」と「普及の部」で別々に開催していた。なお、2015年度以降の試合は「U18花園女子15人制」（15人制のチームによる対抗戦）として実施。2020・2021年度は、新型コロナウイルスへの感染拡大防止策の一環として、本大会の開会式・「U18合同チーム東西対抗戦」と合わせて開催を見合わせていた。

## 大会の日程
原則として1日おきの開催。これはラグビーの場合は連日の連戦にすると選手の疲労がたまるためである。元日（1月1日）も開催される。
その一方、決勝戦の日程を集客の望める土曜日・日曜日・祝日（成人の日）にずらすことは、1日程度の例 を除き基本的に行なわれなかったが、2015年度（第95回）は記念大会による出場校増、選手の健康管理と集客面の観点から例年より日程間隔を空けることにし、準決勝を従来の1月5日ではなく準々決勝から4日空けて7日（木曜日）に、さらに決勝も3日空けて11日（第2月曜日=成人の日）に行なわれた。
2016年度（第96回）・2017年度（第97回）も決勝戦を週末や成人の日に開催したが、前年度を含め、以前より成人の日の決勝戦開催を実施している全国高等学校サッカー選手権大会決勝戦ないし準決勝と開催日時が重複するようになった。2017年度の決勝戦は、2018年1月7日（日曜日）に第54回全国大学ラグビーフットボール選手権大会決勝戦を開催するため 例年より1日遅くなり、全国高校サッカーに加え春の高校バレー決勝戦とも日程が重複した。
以上のように大学選手権や他の高校球技全国大会との日程の兼ね合い もあってか、2018年度（第98回大会）・2019年度（第99回大会）の決勝戦は、所定の7日（両年とも平日）に開催された。
100回記念大会で例年より出場校が増加した2020年度は、新型コロナウイルスへの感染拡大防止策として、全試合を無観客で開催。例年は30分ハーフで設定されていた1回戦で（かつて導入していた）25分ハーフを復活させたほか、出場校に対しては、試合会場へ入場できる（登録外選手やスタッフを含めた）関係者の総数を40名までに制限した。それでも、準決勝まで所定の日程で実施された後に、決勝戦を2021年1月9日（土曜日）に開催した。なお、同様に年末年始をかけて首都圏で開催される全国高等学校サッカー選手権大会も選手らの健康面を考えて連戦にしないよう配慮されるようになり、この大会以後、高校サッカーの準々決勝までは1回戦の一部こそ日程が重複するが、ほぼ1日ごとに交互開催されるようになった。
- 1回戦：12月27日（開会式終了後）・12月28日（2日間分割）
- 2回戦：12月30日（シード校出場）
- 3回戦：1月1日
- 準々決勝：1月3日
- 準決勝：1月5日
- 決勝：1月7日

## 大会中の使用グラウンド
| 使用 グラウンド | 花園ラグビー場 第1グラウンド （公称：30,000人収容） | 花園ラグビー場 第2グラウンド （公称：1,300人収容） | 東大阪市 多目的広場 （第3グラウンド） （公称：2,880人収容） |
| --------------- | --------------------------------------------------- | -------------------------------------------------- | ----------------------------------------------------------- |
| 1回戦           | ○                                                   | ○                                                  | ○                                                           |
| 2回戦           | ○                                                   | ○                                                  | ○                                                           |
| 3回戦           | ○                                                   |                                                    | ○                                                           |
| 準々決勝        | ○                                                   |                                                    |                                                             |
| 準決勝          | ○                                                   |                                                    |                                                             |
| 決勝            | ○                                                   |                                                    |                                                             |

## 入場者数
近年の総入場者数は10万人台であり、高校スポーツとしては、全国高等学校野球選手権大会（80万人台）、選抜高等学校野球大会（50万人前後）、全国高等学校サッカー選手権大会（30万人前後）に次ぐ動員規模となっている。第95回大会（2015年度）は127,123人で、1試合あたり2,354人となった。
第100回大会（2020年度）は記念大会に当たるが、新型コロナウイルス（COVID-19）への感染拡大防止策の一環として、全ての試合を無観客で開催。当初は出場校の選手の保護者に限って条件付きで入場を認めることも検討されたが、出場校が史上最多の63校で、1・2回戦の全試合を3日間で消化するスケジュールを組んだことを熟慮した末に入場が見送られた。
第101回大会（2021年度）については、日本国内でCOVID-19の感染者数が前年（第100回大会の直前）から減っていることを踏まえて、開幕試合から3回戦（2022年1月1日開催分）まで出場校の関係者に限って試合への入場を許可。準々決勝（同月3日開催）以降の試合では、会場（花園ラグビー場第1グラウンド）内に常設されているスタンドの定員の半分（50%）を上限として、観客の入場を2大会振り再開している。第102回大会（2022年度）では、第99回大会（2019年度）以来3大会振りに1回戦からの全試合を有観客で開催。

## 歴代優勝校
- 最多優勝回数：15回　秋田工
- 最多連覇：5連覇　同志社中

| 回                                   | 年度                               | 年度                               | 優勝校                             | 優勝校                             | スコア                             | 準優勝校                           | 準優勝校                           | ベスト4                              | 備考                                                                                                 | 会場                               |
| 日本フートボール大会ラグビー式の部   | 日本フートボール大会ラグビー式の部 | 日本フートボール大会ラグビー式の部 | 日本フートボール大会ラグビー式の部 | 日本フートボール大会ラグビー式の部 | 日本フートボール大会ラグビー式の部 | 日本フートボール大会ラグビー式の部 | 日本フートボール大会ラグビー式の部 | 日本フートボール大会ラグビー式の部   | 日本フートボール大会ラグビー式の部                                                                   | 日本フートボール大会ラグビー式の部 |
| ------------------------------------ | ---------------------------------- | ---------------------------------- | ---------------------------------- | ---------------------------------- | ---------------------------------- | ---------------------------------- | ---------------------------------- | ------------------------------------ | --- | ---------------------------------- |
| 1                                    | 1917年                             | 1917年                             | 全同志社(1)                        | 京都                               | 31－0                              | 京都一商                           | 京都                               | 三高(京都)、全慶應(東京)             | 下記「備考1」を参照                                                                                  | 豊中グラウンド                     |
| 日本フットボール大会ラグビー式の部   |                                    |                                    |                                    |                                    |                                    |                                    |                                    |                                      | |                                    |
| 2                                    | 1918年                             | 1918年                             | 三高                               | 京都                               | 24－0                              | 同志社中                           | 京都                               | 京大(京都)、慶應(東京)               | | 豊中グラウンド                     |
| 3                                    | 1919年                             | 1919年                             | 同志社中(1)                        | 京都                               | 3－0                               | 京都一商                           | 京都                               | －                                   | | 豊中グラウンド                     |
| 4                                    | 1920年                             | 1920年                             | 同志社中(2)                        | 京都                               | 6－0                               | 京都一商                           | 京都                               | 慶應義塾普通部(東京)                 | | 豊中グラウンド                     |
| 5                                    | 1921年                             | 1921年                             | 同志社中(3)                        | 京都                               | 6－0                               | 京都一商                           | 京都                               | －                                   | | 豊中グラウンド                     |
| 6                                    | 1922年                             | 1922年                             | 同志社中(4)                        | 京都                               | 14－0                              | 立命館中                           | 京都                               | 京都一商(京都)                       | | 宝塚球場                           |
| 7                                    | 1923年                             | 1923年                             | 同志社中(5)                        | 京都                               | 6－0                               | 京都一商                           | 京都                               | 立命館中(京都)、京都中(京都)         | | 宝塚球場                           |
| 8                                    | 1924年                             | 1924年                             | 京都一商                           | 京都                               | 12－0                              | 天王寺中                           | 大阪                               | 同志社中(京都)、京都三中(京都)       | | 阪神甲子園球場                     |
| 全国中等学校蹴球大会                 |                                    |                                    |                                    |                                    |                                    |                                    |                                    |                                      | |                                    |
| 回                                   | 年度                               | 年度                               | 優勝校                             | 優勝校                             | スコア                             | 準優勝校                           | 準優勝校                           | ベスト4                              | 備考                                                                                                 | 会場                               |
| 9                                    | 1925年                             | 1925年                             | 同志社中(6)                        | 京都                               | 6－3                               | 南満工                             | 満州                               | 京都一商(京都)、天王寺中(大阪)       | 外地の学校が参加（ - 第24回）                                                                        | 阪神甲子園球場                     |
| －                                   | 1926年                             | 1926年                             | 中止                               | 中止                               | 中止                               | 中止                               | 中止                               | 中止                                 | 中止                                                                                                 | 中止                               |
| 10                                   | 1927年                             | 1927年                             | 同志社中(7)                        | 京都                               | 11－0                              | 天王寺中                           | 大阪                               | 福岡中(福岡)、慶應義塾普通部(東京)   | | 阪神甲子園球場                     |
| 11                                   | 1928年                             | 1928年                             | 同志社中(8)                        | 京都                               | 41－0                              | 早稲田実                           | 東京                               | 天王寺中(大阪)、神戸一中(兵庫)       | | 甲子園南運動場                     |
| 12                                   | 1929年                             | 1929年                             | 慶應義塾普通部(1)                  | 東京                               | 8－6                               | 同志社中                           | 京都                               | 京城師範(朝鮮)、奉天中(満州)         | | 甲子園南運動場                     |
| 13                                   | 1930年                             | 1930年                             | 京城師範(1)                        | 朝鮮                               | 34－3                              | 天理中                             | 奈良                               | 同志社中(京都)、福岡中(福岡)         | | 甲子園南運動場                     |
| 14                                   | 1931年                             | 1931年                             | 京城師範(2)                        | 朝鮮                               | 30－5                              | 同志社中                           | 京都                               | 秋田工(秋田)、慶應義塾普通部(東京)   | | 甲子園南運動場                     |
| 15                                   | 1932年                             | 1932年                             | 京城師範(3)                        | 朝鮮                               | 32－5                              | 天理中                             | 奈良                               | 神戸二中(兵庫)、福岡中(福岡)         | | 甲子園南運動場                     |
| 16                                   | 1933年                             | 1933年                             | 秋田工(1)                          | 秋田                               | 8－5                               | 京城師範                           | 朝鮮                               | 神戸二中(兵庫)、鞍山中(朝鮮)         | | 甲子園南運動場                     |
| 17                                   | 1934年                             | 1934年                             | 鞍山中                             | 満州                               | 3－3                               | （両校優勝）                       | （両校優勝）                       | 京城師範(朝鮮)、天理中(奈良)         | | 甲子園南運動場                     |
| 17                                   | 1934年                             | 1934年                             | 台北一中                           | 台湾                               | 3－3                               | （両校優勝）                       | （両校優勝）                       | 京城師範(朝鮮)、天理中(奈良)         | | 甲子園南運動場                     |
| 18                                   | 1935年                             | 1935年                             | 天理中(1)                          | 奈良                               | 14－5                              | 神戸一中                           | 兵庫                               | 鞍山中(満州)、京都一商(京都)         | | 甲子園南運動場                     |
| 19                                   | 1936年                             | 1936年                             | 培材高普                           | 朝鮮                               | 9－8                               | 台北一中                           | 台湾                               | 崇徳中(広島)、京都一商(京都)         | 第1回大会を除けば初出場の学校が優勝した唯一の大会 （2024年現在）                                     | 甲子園南運動場                     |
| 20                                   | 1937年                             | 1937年                             | 秋田工(2)                          | 秋田                               | 3－0                               | 養正普                             | 朝鮮                               | 崇徳中(広島)、神戸二中(兵庫)         | | 甲子園南運動場                     |
| 21                                   | 1938年                             | 1938年                             | 撫順中(1)                          | 満州                               | 14－11                             | 秋田工                             | 秋田                               | 函館中(北海道)、神戸一中(兵庫)       | | 甲子園南運動場                     |
| 22                                   | 1939年                             | 1939年                             | 撫順中(2)                          | 満州                               | 11－3                              | 秋田工                             | 秋田                               | 養正中(朝鮮)、北野中(大阪)           | | 甲子園南運動場                     |
| 23                                   | 1940年                             | 1940年                             | 台北一中                           | 台湾                               | 3－0                               | 福岡中                             | 福岡                               | 鞍山中(朝鮮)、養正中(朝鮮)           | | 甲子園南運動場                     |
| 24                                   | 1941年 関西大会                    | 1941年 関西大会                    | 北野中                             | 大阪                               | 12－3                              | 天王寺中                           | 大阪                               | 神戸二中(兵庫)、天理中(奈良)         | 近畿地方・中国地方・四国地方の学校が参加                                                             | 甲子園南運動場                     |
| 24                                   | 1941年 九州大会                    | 1941年 九州大会                    | 福岡中(1)                          | 福岡                               | 9－8                               | 鞍山中                             | 朝鮮                               | 福岡商(福岡)、修猷館中(福岡)         | 九州および外地の学校が参加                                                                           | 福岡春日原球場                     |
| 25                                   | 1942年                             | 1942年                             | 天王寺中(1)                        | 大阪                               | 6－0                               | 福岡中                             | 福岡                               | 神戸二中(兵庫)、崇徳中(広島)         | | 甲子園南運動場                     |
| －                                   | 1943年 - 1945年                    | 1943年 - 1945年                    | 中止                               | 中止                               | 中止                               | 中止                               | 中止                               | 中止                                 | 中止                                                                                                 | 中止                               |
| 26                                   | 1946年                             | 1946年                             | 福岡中(2)                          | 福岡                               | 6－0                               | 神戸二中                           | 兵庫                               | 天王寺中(大阪)、函館市中(北海道)     | | 西宮球技場                         |
| 27                                   | 1947年                             | 1947年                             | 秋田工(3)                          | 秋田                               | 6－6                               | （両校優勝）                       | （両校優勝）                       | 山口中(山口)、四條畷中(大阪)         | | 西宮球技場                         |
| 27                                   | 1947年                             | 1947年                             | 函館市中                           | 北海道                             | 6－6                               | （両校優勝）                       | （両校優勝）                       | 山口中(山口)、四條畷中(大阪)         | | 西宮球技場                         |
| 全国高等学校ラグビーフットボール大会 |                                    |                                    |                                    |                                    |                                    |                                    |                                    |                                      | |                                    |
| 回                                   | 年度                               | 年度                               | 優勝校                             | 優勝校                             | スコア                             | 準優勝校                           | 準優勝校                           | ベスト4                              | 備考                                                                                                 | 会場                               |
| 28                                   | 1948年                             | 1948年                             | 秋田工(4)                          | 秋田                               | 13－3                              | 四条畷                             | 大阪                               | 北見(北海道)、脇町(徳島)             | | 東京ラグビー場                     |
| 29                                   | 1949年                             | 1949年                             | 秋田工(5)                          | 秋田                               | 14－3                              | 福岡                               | 福岡                               | 天王寺(大阪)、村野工(兵庫)           | | 西宮球技場                         |
| 30                                   | 1950年                             | 1950年                             | 天王寺(2)                          | 大阪                               | 8－0                               | 秋田工                             | 秋田                               | 北見(北海道)、嘉穂(福岡)             | | 西宮球技場                         |
| 31                                   | 1951年                             | 1951年                             | 秋田工(6)                          | 秋田                               | 13－3                              | 北見北斗                           | 北海道                             | 修猷館(福岡)、一宮(愛知)             | | 西宮球技場                         |
| 32                                   | 1952年                             | 1952年                             | 秋田工(7)                          | 秋田                               | 8－0                               | 北見北斗                           | 北海道                             | 福岡(福岡)、熊本工(熊本)             | | 西宮球技場                         |
| 33                                   | 1953年                             | 1953年                             | 福岡(3)                            | 福岡                               | 5－0                               | 保善                               | 東京                               | 金足農(秋田)、慶應義塾(神奈川)       | | 西宮球技場                         |
| 34                                   | 1954年                             | 1954年                             | 慶應義塾(2)                        | 神奈川                             | 6－5                               | 秋田工                             | 秋田                               | 盛岡工(岩手)、福岡(福岡)             | | 西宮球技場                         |
| 35                                   | 1955年                             | 1955年                             | 秋田工(8)                          | 秋田                               | 14－0                              | 保善                               | 東京                               | 北見北斗(北海道)、高崎(群馬)         | | 西宮球技場                         |
| 36                                   | 1956年                             | 1956年                             | 秋田工(9)                          | 秋田                               | 14－3                              | 盛岡工                             | 岩手                               | 仙台工(宮城)、福岡工(福岡)           | | 西宮球技場                         |
| 37                                   | 1957年                             | 1957年                             | 保善(1)                            | 東京                               | 14－3                              | 日大二                             | 東京                               | 大嶺(山口)、四条畷(大阪)             | 決勝が初の東京代表同士の対決                                                                         | 西宮球技場                         |
| 38                                   | 1958年                             | 1958年                             | 秋田工(10)                         | 秋田                               | 6－0                               | 盛岡工                             | 岩手                               | 京王(東京)、水戸農(茨城)             | | 西宮球技場                         |
| 39                                   | 1959年                             | 1959年                             | 保善(2)                            | 東京                               | 9－0                               | 北見北斗                           | 北海道                             | 秋田工(秋田)、四条畷(大阪)           | | 西宮球技場                         |
| 40                                   | 1960年                             | 1960年                             | 秋田工(11)                         | 秋田                               | 13－6                              | 保善                               | 東京                               | 慶應義塾(神奈川)、新田(愛媛)         | 「飛球の旗」を新調                                                                                   | 西宮球技場                         |
| 41                                   | 1961年                             | 1961年                             | 保善(3)                            | 東京                               | 9－5                               | 京王                               | 東京                               | 秋田工(秋田)、熊本工(熊本)           | | 西宮球技場                         |
| 42                                   | 1962年                             | 1962年                             | 天理(2)                            | 奈良                               | 8－3                               | 北見北斗                           | 北海道                             | 興國商(大阪)、慶應義塾(神奈川)       | | 花園ラグビー場                     |
| 43                                   | 1963年                             | 1963年                             | 保善(4)                            | 東京                               | 6－3                               | 京王                               | 東京                               | 盛岡工(岩手)、慶應義塾(神奈川)       | | 花園ラグビー場                     |
| 44                                   | 1964年                             | 1964年                             | 秋田工(12)                         | 秋田                               | 6－3                               | 天理                               | 奈良                               | 花園(京都)、黒沢尻工(岩手)           | | 花園ラグビー場                     |
| 45                                   | 1965年                             | 1965年                             | 盛岡工(1)                          | 岩手                               | 6－5                               | 天理                               | 奈良                               | 淀川工(大阪)、大阪工大高(大阪)       | | 花園ラグビー場                     |
| 46                                   | 1966年                             | 1966年                             | 天理(3)                            | 奈良                               | 14－10                             | 京王                               | 東京                               | 秋田(秋田)、山口農(山口)             | | 花園ラグビー場                     |
| 47                                   | 1967年                             | 1967年                             | 福岡電波                           | 福岡                               | 11－5                              | 目黒                               | 東京                               | 新田(愛媛)、新潟工(新潟)             | | 花園ラグビー場                     |
| 48                                   | 1968年                             | 1968年                             | 秋田工(13)                         | 秋田                               | 26－6                              | 目黒                               | 東京                               | 天理(奈良)、諫早農(長崎)             | | 花園ラグビー場                     |
| 49                                   | 1969年                             | 1969年                             | 目黒(1)                            | 東京                               | 20－16                             | 諫早農                             | 長崎                               | 天理(奈良)、慶應義塾(神奈川)         | | 花園ラグビー場                     |
| 50                                   | 1970年                             | 1970年                             | 盛岡工(2)                          | 岩手                               | 20－9                              | 天理                               | 奈良                               | 秋田(秋田)、日川(山梨)               | | 花園ラグビー場                     |
| 51                                   | 1971年                             | 1971年                             | 天理(4)                            | 奈良                               | 17－13                             | 目黒                               | 東京                               | 日川(山梨)、福岡(福岡)               | | 花園ラグビー場                     |
| 52                                   | 1972年                             | 1972年                             | 目黒(2)                            | 東京                               | 27－0                              | 花園                               | 京都                               | 黒沢尻工(岩手)、國學院久我山(東京)   | | 花園ラグビー場                     |
| 53                                   | 1973年                             | 1973年                             | 目黒(3)                            | 東京                               | 19－8                              | 大分舞鶴                           | 大分                               | 近大付(大阪)、関商工(岐阜)           | | 花園ラグビー場                     |
| 54                                   | 1974年                             | 1974年                             | 大分舞鶴                           | 大分                               | 14－8                              | 花園                               | 京都                               | 秋田工(秋田)、新潟工(新潟)           | | 花園ラグビー場                     |
| 55                                   | 1975年                             | 1975年                             | 國學院久我山(1)                    | 東京                               | 25－9                              | 目黒                               | 東京                               | 大阪工大高(大阪)、黒沢尻工(岩手)     | | 花園ラグビー場                     |
| 56                                   | 1976年                             | 1976年                             | 目黒(4)                            | 東京                               | 29－9                              | 花園                               | 京都                               | 大分舞鶴(大分)、國學院久我山(東京)   | | 花園ラグビー場                     |
| 57                                   | 1977年                             | 1977年                             | 大阪工大高(1)                      | 大阪                               | 20－12                             | 秋田工                             | 秋田                               | 黒沢尻工(岩手)、浪商(大阪)           | | 花園ラグビー場                     |
| 58                                   | 1978年                             | 1978年                             | 國學院久我山(2)                    | 東京                               | 40－6                              | 黒沢尻工                           | 岩手                               | 目黒(東京)、大分舞鶴(大分)           | 1979年から大学共通一次試験が1月中旬に実施されることに伴って、 この大会から開幕の時期を12月末に固定。 | 花園ラグビー場                     |
| 59                                   | 1979年                             | 1979年                             | 目黒(5)                            | 東京                               | 16－14                             | 國學院久我山                       | 東京                               | 大分舞鶴(大分)、大阪工大高(大阪)     | | 花園ラグビー場                     |
| 60                                   | 1980年                             | 1980年                             | 伏見工(1)                          | 京都                               | 7－3                               | 大阪工大高                         | 大阪                               | 黒沢尻工(岩手)、大分舞鶴(大分)       | | 花園ラグビー場                     |
| 61                                   | 1981年                             | 1981年                             | 大阪工大高(2)                      | 大阪                               | 13－4                              | 秋田工                             | 秋田                               | 高鍋(宮崎)、熊谷工(埼玉)             | | 花園ラグビー場                     |
| 62                                   | 1982年                             | 1982年                             | 國學院久我山(3)                    | 東京                               | 31－0                              | 目黒                               | 東京                               | 秋田工(秋田)、伏見工(京都)           | | 近鉄花園ラグビー場                 |
| 63                                   | 1983年                             | 1983年                             | 天理(5)                            | 奈良                               | 18－16                             | 大分舞鶴                           | 大分                               | 日川(山梨)、大津(山口)               | 松任谷由実の代表曲『NO SIDE』が生まれる きっかけとなった試合。伝説の一戦と呼ばれる。                 | 近鉄花園ラグビー場                 |
| 64                                   | 1984年                             | 1984年                             | 秋田工(14)                         | 秋田                               | 9－4                               | 相模台工                           | 神奈川                             | 熊谷工(埼玉)、日川(山梨)             | | 近鉄花園ラグビー場                 |
| 65                                   | 1985年                             | 1985年                             | 大東大一                           | 東京                               | 8－0                               | 本郷                               | 東京                               | 熊谷工(埼玉)、相模台工(神奈川)       | ベスト4を関東勢が独占した。                                                                          | 近鉄花園ラグビー場                 |
| 66                                   | 1986年                             | 1986年                             | 國學院久我山(4)                    | 東京                               | 22－6                              | 熊谷工                             | 埼玉                               | 天理(奈良)、大阪工大高(大阪)         | | 近鉄花園ラグビー場                 |
| 67                                   | 1987年                             | 1987年                             | 秋田工(15)                         | 秋田                               | 9－4                               | 相模台工                           | 神奈川                             | 都城(宮崎)、日川(山梨)               | | 近鉄花園ラグビー場                 |
| 68                                   | 1988年                             | 1988年                             | 茗溪学園                           | 茨城                               | 中止                               | （両校優勝）                       | （両校優勝）                       | 淀川工(大阪)、相模台工(神奈川)       | 下記「備考2」を参照                                                                                  | 近鉄花園ラグビー場                 |
| 68                                   | 1988年                             | 1988年                             | 大阪工大高(3)                      | 大阪                               | 中止                               | （両校優勝）                       | （両校優勝）                       | 淀川工(大阪)、相模台工(神奈川)       | 下記「備考2」を参照                                                                                  | 近鉄花園ラグビー場                 |
| 69                                   | 1989年                             | 1989年                             | 天理(6)                            | 奈良                               | 14－4                              | 啓光学園                           | 大阪                               | 花園(京都)、茗渓学園(茨城)           | | 近鉄花園ラグビー場                 |
| 70                                   | 1990年                             | 1990年                             | 熊谷工                             | 埼玉                               | 19－9                              | 天理                               | 奈良                               | 大阪工大高(大阪)、日川(山梨)         | | 近鉄花園ラグビー場                 |
| 71                                   | 1991年                             | 1991年                             | 啓光学園(1)                        | 大阪                               | 28－8                              | 國學院久我山                       | 東京                               | 相模台工(神奈川)、大阪工大高(大阪)   | | 近鉄花園ラグビー場                 |
| 72                                   | 1992年                             | 1992年                             | 伏見工(2)                          | 京都                               | 15－10                             | 啓光学園                           | 大阪                               | 日川(山梨)、東農大二(群馬)           | | 近鉄花園ラグビー場                 |
| 73                                   | 1993年                             | 1993年                             | 相模台工(1)                        | 神奈川                             | 19－6                              | 東農大二                           | 群馬                               | 國學院久我山(東京)、長崎北(長崎)     | | 近鉄花園ラグビー場                 |
| 74                                   | 1994年                             | 1994年                             | 相模台工(2)                        | 神奈川                             | 27－12                             | 長崎北陽台                         | 長崎                               | 國學院久我山(東京)、同志社香里(大阪) | | 近鉄花園ラグビー場                 |
| 75                                   | 1995年                             | 1995年                             | 大阪工大高(4)                      | 大阪                               | 50－10                             | 秋田工                             | 秋田                               | 日川(山梨)、相模台工(神奈川)         | | 近鉄花園ラグビー場                 |
| 76                                   | 1996年                             | 1996年                             | 西陵商                             | 愛知                               | 26－25                             | 啓光学園                           | 大阪                               | 大阪工大高(大阪)、東福岡(福岡)       | | 近鉄花園ラグビー場                 |
| 77                                   | 1997年                             | 1997年                             | 國學院久我山(5)                    | 東京                               | 33－29                             | 伏見工                             | 京都                               | 報徳学園(兵庫)、啓光学園(大阪)       | | 近鉄花園ラグビー場                 |
| 78                                   | 1998年                             | 1998年                             | 啓光学園(2)                        | 大阪                               | 15－12                             | 大阪工大高                         | 大阪                               | 天理(奈良)、桐蔭学園(神奈川)         | 決勝が初の大阪代表同士の対決                                                                         | 近鉄花園ラグビー場                 |
| 79                                   | 1999年                             | 1999年                             | 東海大仰星(1)                      | 大阪                               | 31－7                              | 埼工大深谷                         | 埼玉                               | 佐賀工(佐賀)、國學院久我山(東京)     | | 近鉄花園ラグビー場                 |
| 80                                   | 2000年                             | 2000年                             | 伏見工(3)                          | 京都                               | 21－3                              | 佐賀工                             | 佐賀                               | 埼工大深谷(埼玉)、仙台育英(宮城)     | | 近鉄花園ラグビー場                 |
| 81                                   | 2001年                             | 2001年                             | 啓光学園(3)                        | 大阪                               | 50－17                             | 東福岡                             | 福岡                               | 大阪工大高(大阪)、仙台育英(宮城)     | | 近鉄花園ラグビー場                 |
| 82                                   | 2002年                             | 2002年                             | 啓光学園(4)                        | 大阪                               | 26－20                             | 東福岡                             | 福岡                               | 大阪工大高(大阪)、伏見工(京都)       | | 近鉄花園ラグビー場                 |
| 83                                   | 2003年                             | 2003年                             | 啓光学園(5)                        | 大阪                               | 15－0                              | 大分舞鶴                           | 大分                               | 東海大仰星(大阪)、正智深谷(埼玉)     | | 近鉄花園ラグビー場                 |
| 84                                   | 2004年                             | 2004年                             | 啓光学園(6)                        | 大阪                               | 31－14                             | 天理                               | 奈良                               | 正智深谷(埼玉)、大阪工大高(大阪)     | 戦後最多の4連覇                                                                                      | 近鉄花園ラグビー場                 |
| 85                                   | 2005年                             | 2005年                             | 伏見工(4)                          | 京都                               | 36－12                             | 桐蔭学園                           | 神奈川                             | 東海大仰星(大阪)、大阪工大高(大阪)   | | 近鉄花園ラグビー場                 |
| 86                                   | 2006年                             | 2006年                             | 東海大仰星(2)                      | 大阪                               | 19－5                              | 東福岡                             | 福岡                               | 桐蔭学園(神奈川)、大阪工大高(大阪)   | | 近鉄花園ラグビー場                 |
| 87                                   | 2007年                             | 2007年                             | 東福岡(1)                          | 福岡                               | 12－7                              | 伏見工                             | 京都                               | 桐蔭学園(神奈川)、長崎北陽台(長崎)   | | 近鉄花園ラグビー場                 |
| 88                                   | 2008年                             | 2008年                             | 常翔啓光学園(7)                    | 大阪                               | 24－15                             | 御所工・実                         | 奈良                               | 東福岡(福岡)、京都成章(京都)         | 下記「備考3」を参照                                                                                  | 近鉄花園ラグビー場                 |
| 89                                   | 2009年                             | 2009年                             | 東福岡(2)                          | 福岡                               | 31－5                              | 桐蔭学園                           | 神奈川                             | 京都成章(京都)、大阪朝鮮(大阪)       | | 近鉄花園ラグビー場                 |
| 90                                   | 2010年                             | 2010年                             | 東福岡(3)                          | 福岡                               | 31－31                             | （両校優勝）                       | （両校優勝）                       | 関西学院(兵庫)、大阪朝鮮(大阪)       | | 近鉄花園ラグビー場                 |
| 90                                   | 2010年                             | 2010年                             | 桐蔭学園(1)                        | 神奈川                             | 31－31                             | （両校優勝）                       | （両校優勝）                       | 関西学院(兵庫)、大阪朝鮮(大阪)       | | 近鉄花園ラグビー場                 |
| 91                                   | 2011年                             | 2011年                             | 東福岡(4)                          | 福岡                               | 36－24                             | 東海大仰星                         | 大阪                               | 御所実(奈良)、常翔学園(大阪)         | | 近鉄花園ラグビー場                 |
| 92                                   | 2012年                             | 2012年                             | 常翔学園(5)                        | 大阪                               | 17－14                             | 御所実                             | 奈良                               | 茗渓学園(茨城)、國學院久我山(東京)   | | 近鉄花園ラグビー場                 |
| 93                                   | 2013年                             | 2013年                             | 東海大仰星(3)                      | 大阪                               | 19－14                             | 桐蔭学園                           | 神奈川                             | 東福岡(福岡)、大阪桐蔭(大阪)         | | 近鉄花園ラグビー場                 |
| 94                                   | 2014年                             | 2014年                             | 東福岡(5)                          | 福岡                               | 57－5                              | 御所実                             | 奈良                               | 尾道(広島)、京都成章(京都)           | 点差は2021年度（第101回大会）終了時点での決勝戦最多記録 選抜大会・7人制大会との三冠                  | 近鉄花園ラグビー場                 |
| 95                                   | 2015年                             | 2015年                             | 東海大仰星(4)                      | 大阪                               | 37－31                             | 桐蔭学園                           | 神奈川                             | 東福岡(福岡)、石見智翠館(島根)       | 東海大仰星は史上2校目の三冠                                                                          | 東大阪市花園ラグビー場             |
| 96                                   | 2016年                             | 2016年                             | 東福岡(6)                          | 福岡                               | 28－21                             | 東海大仰星                         | 大阪                               | 御所実(奈良)、桐蔭学園(神奈川)       | 東福岡は2度目の三冠                                                                                  | 東大阪市花園ラグビー場             |
| 97                                   | 2017年                             | 2017年                             | 東海大仰星(5)                      | 大阪                               | 27－20                             | 大阪桐蔭                           | 大阪                               | 東福岡(福岡)、桐蔭学園(神奈川)       | 決勝が19年ぶり2度目の大阪代表同士の対決                                                              | 東大阪市花園ラグビー場             |
| 98                                   | 2018年                             | 2018年                             | 大阪桐蔭                           | 大阪                               | 26－24                             | 桐蔭学園                           | 神奈川                             | 流通経済大柏(千葉)、東福岡(福岡)     | | 東大阪市花園ラグビー場             |
| 99                                   | 2019年                             | 2019年                             | 桐蔭学園(2)                        | 神奈川                             | 23－14                             | 御所実                             | 奈良                               | 東福岡(福岡)、常翔学園(大阪)         | 桐蔭学園は史上3校目の三冠                                                                            | 東大阪市花園ラグビー場             |
| 100                                  | 2020年                             | 2020年                             | 桐蔭学園(3)                        | 神奈川                             | 32－15                             | 京都成章                           | 京都                               | 大阪朝鮮(大阪)、東福岡(福岡)         | 歴代最多の63校が出場 大会を通じて無観客で開催                                                        | 東大阪市花園ラグビー場             |
| 101                                  | 2021年                             | 2021年                             | 東海大大阪仰星(6)                  | 大阪                               | 36－5                              | 國學院栃木                         | 栃木                               | 東福岡(福岡)、桐蔭学園(神奈川)       | | 東大阪市花園ラグビー場             |
| 102                                  | 2022年                             | 2022年                             | 東福岡(7)                          | 福岡                               | 41－10                             | 報徳学園                           | 兵庫                               | 京都成章(京都)、天理(奈良)           | | 東大阪市花園ラグビー場             |
| 103                                  | 2023年                             | 2023年                             | 桐蔭学園(4)                        | 神奈川                             | 8－5                               | 東福岡                             | 福岡                               | 大阪桐蔭(大阪)、佐賀工(佐賀)         | 決勝では36年ぶりに両チーム1桁得点                                                                    | 東大阪市花園ラグビー場             |
| 104                                  | 2024年                             | 2024年                             | 桐蔭学園(5)                        | 神奈川                             | 40－17                             | 東海大大阪仰星                     | 大阪                               | 國學院栃木(栃木)、常翔学園(大阪)     | 桐蔭学園は史上3校目の複数回連覇                                                                      | 東大阪市花園ラグビー場             |
| 回                                   | 年度                               | 年度                               | 優勝校                             | 優勝校                             | スコア                             | 準優勝校                           | 準優勝校                           | ベスト4                              | 備考                                                                                                 | 会場                               |

【備考】
1. 第1回（1917年度）優勝の全同志社は、大学と普通部の合同チーム。
2. 第68回（1988年度）は決勝戦当日の1月7日に昭和天皇が崩御したことによる華美なイベントの自粛、また高校の3学期の日程が迫っていることなどから代替開催を行わずに両校優勝とし、試合開始予定時刻にファン・両校関係者を集めての表彰式のみが行われた。2015年4月26日、当時の両校フィフティーンが集まり「幻の決勝戦の再現」が花園ラグビー場で開催されている（結果は大阪工大高OBの勝利）。
3. 第88回（2008年度）の御所工・実は、改組中につき新旧高校の合同チームとして出場（3年生が御所工、1・2年生が御所実）。

## テレビ中継
出演者の肩書については、中継への出演時点を基準に表記。

### 2015年度（2016年 第95回）
MBS・TBSテレビ系全国ネット
- 準決勝ハイライト：2016年1月7日（木曜日）23:53 - 翌0:23
  - メインキャスター：大畑大介（神戸製鋼コベルコスティーラーズアンバサダー）、小島瑠璃子
  - リポーター：玉巻映美（毎日放送アナウンサー、2015年入社） - ラグビー取材初心者の立場で「はじめての“聖地・花園”」（初出場校の取材企画）のリポーターを担当した[27]。
- 決勝（桐蔭学園対東海大仰星）：2016年1月11日（月曜日・成人の日）13:55 - 15:19
※宮崎放送（MRT）は、共同制作社として参加している「第94回全国高等学校サッカー選手権大会」決勝の生中継と、スキージャンプ「第58回HBCカップジャンプ競技会」の録画中継（15:25開始の系列他局より遅れて放送）を優先する関係で、翌12日0:05 - 1:30に録画放送。
  - 解説：大畑大介
  - ゲスト：松井千士（同志社大学ラグビー部・7人制ラグビー日本代表、第92回大会優勝メンバー）
  - 実況：近藤亨（毎日放送アナウンサー）
  - 副音声：スキマスイッチ、小島瑠璃子、仙田和吉（毎日放送アナウンサー）
  - リポーター[注釈 22]：赤木誠（毎日放送アナウンサー、桐蔭学園サイド）、森本栄浩（毎日放送アナウンサー、東海大仰星サイド）

### 2016年度（2017年 第96回）
全国ネット
- 準決勝ハイライト：2017年1月5日（木曜日）23:55 - 翌0:25
  - メインキャスター：大畑大介、小島瑠璃子
- 決勝（東福岡対東海大仰星）：2017年1月7日（土曜日）14:00 - 15:24
※宮崎放送（MRT）は、「第95回全国高等学校サッカー選手権大会」準決勝第1試合生中継終了後の14:30 - 15:54にディレイ放送。
  - 解説：大畑大介
  - ゲスト：岸岡智樹、齋藤直人（いずれも早稲田大学ラグビー蹴球部、第95回大会決勝にて岸岡は東海大仰星、齋藤は桐蔭学園の一員として対戦）
  - 実況：近藤亨（毎日放送アナウンサー）
  - 副音声：スキマスイッチ、小島瑠璃子、仙田和吉（毎日放送アナウンサー）
  - リポーター：茅野正昌（RKB毎日放送アナウンサー、東福岡サイド）、森本尚太（毎日放送アナウンサー、東海大仰星サイド）

### 2017年度（2018年 第97回）
全国ネット
- 準決勝ハイライト：2018年1月6日（土曜日）未明0:30 - 1:00
  - メインキャスター：大畑大介、小島瑠璃子
- 決勝（大阪桐蔭対東海大仰星）：2018年1月8日（月曜日・成人の日）13:55 - 15:19
※宮崎放送（MRT）は、「第96回全国高等学校サッカー選手権大会」決勝生中継終了後の16:25 - 17:49に録画放送[注釈 23]。
  - 解説：大畑大介
  - ゲスト：立川理道（クボタスピアーズ、出演時点で日本代表主将）
  - 実況：赤木誠[注釈 24]（毎日放送アナウンサー）
  - 副音声[注釈 25]：中川剛（中川家）、後藤淳平（ジャルジャル）、仙田和吉（毎日放送アナウンサー）
  - リポーター[注釈 26]：近藤亨（大阪桐蔭サイド）、森本尚太（東海大仰星サイド、いずれも毎日放送アナウンサー）
  - 優勝監督へのインタビュアー：森本栄浩（毎日放送アナウンサー）

### 2018年度（2019年 第98回）
全国ネット
- 準決勝ハイライト：2019年1月6日（日曜日）0:58 - 1:28
  - メインキャスター：大畑大介、小島瑠璃子
    - 直前に放送された『S☆1』（小島が2012 - 2016年度にキャスターを務めたTBSテレビ制作の全国向けスポーツニュース）にも、ハイライト番組のスタジオから生中継で出演。
- 決勝（大阪桐蔭対桐蔭学園）：2019年1月7日（月曜日）13:55 - 15:19
  - 解説：大畑大介
  - ゲスト：田中史朗（パナソニック ワイルドナイツ）
  - 実況：近藤亨（毎日放送アナウンサー）
  - 副音声：スキマスイッチ、小島瑠璃子、仙田和吉（毎日放送アナウンサー）
  - リポーター：森本尚太（毎日放送アナウンサー、大阪桐蔭サイド）、戸崎貴広[注釈 27]（TBSテレビアナウンサー、桐蔭学園サイド）
  - 優勝監督へのインタビュアー：森本栄浩（毎日放送アナウンサー）

### 2019年度（2020年 第99回）
全国ネット
- 準決勝ハイライト：2020年1月6日（月曜日）0:50 - 1:20
  - メインキャスター：大畑大介、小島瑠璃子
    - 直前に放送された『S☆1』には、三ツ廣政輝（毎日放送アナウンサー）を加えた3人で、ハイライト番組のスタジオから生中継で出演。
- 決勝（桐蔭学園対御所実）：2020年1月7日（火曜日）13:55 - 15:19
  - 解説：大畑大介
  - ゲスト：トンプソンルーク[注釈 28]（近鉄ライナーズ）
    - 大畑とトンプソンは、直前に放送された『ひるおび!』（TBSテレビ制作の全国向け情報番組）のエンディングに、花園ラグビー場のピッチサイドから生中継で出演。
    - 副音声による同時生放送を実施しなかったため、前年まで副音声に登場していた小島瑠璃子とスキマスイッチは、「HANAZONO LIVE」（インターネット向けの中継）にゲストとして出演した。

  - 実況：近藤亨（毎日放送アナウンサー）
  - リポーター：森本栄浩[注釈 29]（毎日放送アナウンサー、御所実サイド）、戸崎貴広（TBSテレビアナウンサー、桐蔭学園サイド・優勝した同校の藤原秀之監督へのインタビュアーも兼務）

### 2020年度（2021年 第100回）
毎日放送・TBSテレビ・RKB毎日放送による3局ネット
- 準決勝：2021年1月5日（火曜日）13:55 - 15:49
※当該時間帯に当時レギュラーで編成されていた番組のうち、制作局の毎日放送では、『ちちんぷいぷい』（自社制作による関西ローカル番組）をあらかじめ休止。『ゴゴスマ -GO GO!Smile!-』（CBCテレビ制作）を放送しているTBSテレビとRKB毎日放送では、同番組のネットを臨時に返上した[注釈 30]。
  - メインキャスター：大畑大介、小島瑠璃子
  - ゲスト：藤田慶和（パナソニック ワイルドナイツ、京都府出身、東福岡高校への在学中に大会3連覇を達成）、山田章仁（無観客での開催に伴ってCisco Webex上に設けられた「バーチャル観客席」からハーフタイムに出演）
  - 第1試合（京都成章対東福岡：録画によるダイジェスト）
    - 実況：近藤亨（毎日放送アナウンサー）、解説：大西将太郎、ナレーター：赤木誠（毎日放送アナウンサー）

  - 第2試合（大阪朝鮮対桐蔭学園：生中継）
    - 実況：井上雅雄（毎日放送アナウンサー）、解説：藤田慶和、リポーター兼勝利監督インタビュアー：仙田和吉[注釈 31]（毎日放送アナウンサー）

全国ネット
- 開幕特別番組『乗り越えるチカラ』：2020年12月27日（日曜日）14:00 - 15:24
  - メインキャスター：大畑大介、小島瑠璃子
  - ゲスト：宮川大輔、橋下徹（弁護士で元・大阪市長および大阪府知事、1987年度の第67回大会に大阪府立北野高等学校のWTBとして出場）、渋谷凪咲（NMB48）、田中史朗（キヤノンイーグルス）、松田力也（パナソニック ワイルドナイツ）
  - VTR出演：スキマスイッチ、小杉竜一（ブラックマヨネーズ）
  - リポーター：井上雅雄、清水麻椰（いずれも毎日放送アナウンサー）
- 大会ハイライト：2021年1月9日（土曜日）0:15 - 0:45
  - メインキャスター：大畑大介、小島瑠璃子
  - ゲスト：橋下徹、小杉竜一（ブラックマヨネーズ）
- 決勝（桐蔭学園対京都成章）：同日14:00 - 15:24
※宮崎放送（MRT）は、「第99回全国高等学校サッカー選手権大会」準決勝第1試合生中継終了後の14:30 - 15:54にディレイ放送。
※制作局の毎日放送では、ラジオでも13:50 - 15:30に関西ローカルで生中継を実施した（実況：森本栄浩[注釈 32]、解説：大西将太郎）。同局による決勝のラジオ生中継は、2003年度（2004年）の第83回大会以来17年振りである。
  - 解説：大畑大介

※この日を最後に本大会関連のキャスターを退く小島は、試合前に花園ラグビー場ピッチサイドから地上波テレビ向けの生中継、試合中に「HANAZONO LIVE」へ出演。
  - ゲスト：橋下徹、山中亮平（神戸製鋼コベルコスティーラーズ）、山田章仁（準決勝に続いてハーフタイムに「バーチャル観客席」から出演）
  - 実況：近藤亨（毎日放送アナウンサー）
  - リポーター：井上雅雄（桐蔭学園サイド）、森本尚太（京都成章サイド、いずれも毎日放送アナウンサー[注釈 33]）
  - 優勝監督へのインタビュアー：赤木誠（毎日放送アナウンサー、ラジオ中継と共通）

### 2021年度（2022年 第101回）
全国ネット
- 大会ハイライト：2022年1月8日（土曜日）0:15 - 0:45
  - メインキャスター：三ツ廣政輝（毎日放送アナウンサー）、木下彩音
  - スペシャルキャスター：橋下徹
  - ゲスト：小杉竜一（ブラックマヨネーズ）
- 決勝（東海大大阪仰星対國學院栃木）：同日14:00 - 15:24
※宮崎放送（MRT）は、「第100回全国高等学校サッカー選手権大会」準決勝第1試合生中継（所定は14:00終了）が中止[注釈 34] になったものの（大会のハイライトを放送）、当初の予定通り（PK戦突入に備えた時間調整番組を挟んで）14:30 - 15:54にディレイ放送。
  - 解説：大畑大介
  - ゲスト：橋下徹、木下彩音
  - 実況：井上雅雄（毎日放送アナウンサー）
  - リポーター：三ツ廣政輝（東海大大阪仰星サイド）、金山泉[注釈 35]（國學院栃木サイド、いずれも毎日放送アナウンサー）
  - 優勝監督へのインタビュアー：森本尚太[注釈 36]（毎日放送アナウンサー）

### 2022年度（2023年 第102回）
全国ネット
- 大会ハイライト：2023年1月7日（土曜日）0:15 - 0:45
  - 出演：大谷亮平、廣瀬俊朗、木下彩音、小杉竜一（ブラックマヨネーズ）、三ツ廣政輝（毎日放送アナウンサー）
- 決勝（報徳学園対東福岡）：同日14:00 - 15:24
※宮崎放送（MRT）は、「第101回全国高等学校サッカー選手権大会」準決勝第1試合生中継[注釈 37] 終了後の14:30 - 15:54にディレイ放送。
  - 解説：大畑大介、廣瀬俊朗（グラウンド解説）
  - ゲスト：大谷亮平
  - 実況：井上雅雄（毎日放送アナウンサー）
  - リポーター：三ツ廣政輝（両校ベンチリポート）、木下彩音（応援席リポート）
  - 優勝監督へのインタビュアー：近藤亨[注釈 38]（毎日放送アナウンサー）

### 2023年度（2024年 第103回）
全国ネット
- 大会ハイライト：2024年1月7日（日曜日）0:28 - 0:58
  - 出演：大谷亮平、廣瀬俊朗、海渡未来（毎日放送アナウンサー）
- 決勝（桐蔭学園対東福岡）：同日14:00 - 15:24
※当日のTBSテレビ系列では、TBSテレビの制作による「第32回全日本高等学校女子サッカー選手権大会」決勝（ノエビアスタジアム神戸にて12:00キックオフ）の生中継を11:50から放送。生中継に際しては、45分ハーフの90分で決着せずに延長戦へ突入する場合に備えて、14:00以降の時間帯に最大45分の延長オプションを設定していた。毎日放送では、本大会決勝中継の基本放送枠を14:00 - 15:24に編成する一方で、高校女子サッカー決勝の展開に応じて本大会決勝の中継をディレイ放送に切り替えることも想定。実際には高校女子サッカーの決勝が90分で決着したため、この試合の中継を13:52で切り上げた後に、上記の基本放送枠に沿って本大会決勝中継の生放送を14:00から全国ネット向けに実施した。
  - 解説：大畑大介、廣瀬俊朗（グラウンド解説）
  - ゲスト：大谷亮平
  - 実況：井上雅雄（毎日放送アナウンサー）
  - リポーター：三ツ廣政輝[注釈 39]（桐蔭学園側のベンチリポート）、大村浩士（東福岡側のベンチリポート：いずれも毎日放送アナウンサー）、海渡未来（応援席リポート）
  - 優勝監督へのインタビュアー：川地洋平（毎日放送アナウンサー）

### 2024年度（2025年 第104回）
全国ネット
- 大会ハイライト：2025年1月6日（月曜日）23:56 - 翌0:26
  - 出演：大谷亮平、廣瀬俊朗、海渡未来（毎日放送アナウンサー）
- 決勝（桐蔭学園対東海大大阪仰星）：2025年1月7日（火曜日）13:55 - 15:19
  - 解説：大畑大介、廣瀬俊朗（グラウンド解説）
  - ゲスト：大谷亮平
  - 実況：井上雅雄（毎日放送アナウンサー）
  - リポーター：川地洋平[注釈 40]（桐蔭学園側のベンチリポート）、三ツ廣政輝[注釈 41]（東海大大阪仰星側のベンチリポート：いずれも毎日放送アナウンサー）、海渡未来（応援席リポート）
  - 優勝監督へのインタビュアー：金山泉（毎日放送アナウンサー）
  - 解説放送（副音声）
    - 解説：大西将太郎
    - 実況：近藤亨（毎日放送アナウンサー）

### 過去の放送形態
1976年度（第56回）以前
NHK総合により決勝戦が生中継された（解説は長年同志社大学ラグビー部監督→部長であった岡仁詩が担当）。後には準決勝も一部中継していた。下記の民放テレビによる中継開始後も1982年度（第62回）大会まで並行して放送していた。その後NHKがニュース映像で高校ラグビーを取り上げる時は中継映像を使うことが多かったが、2000年代は再び独自の映像を使用している。また毎日放送（MBS）による中継（全国ネットではない）も 1971年度（第51回）大会から連続的に実施されていた。
さらにラジオ放送では、新日本放送（NJB）→毎日放送でも開局から数年間全国高等学校サッカー選手権大会（当時は毎日新聞社主催、関西で開催）とともに中継していた。
1977年度（第57回）- 2001年度（第81回）
1977年度（第57回）大会以降、毎日放送（MBS）が全国ネットによるテレビ中継を実施。TBS系（JNN）28局と独立UHF放送局12局（1995年開局のTOKYO MXを除く）、日本テレビ系列の秋田放送・福井放送・四国放送による共同制作機構が制作していた（製作著作は毎日放送とTBS。なお広域放送に当たるTBS、中部日本放送（現：CBCテレビ）、毎日放送の3局も原則として本社所在都府県〈TBSは茨城と1978年度までの埼玉と1998年度までの栃木を含む〉のみの担当だった）。中継スポンサーとして、初期は複数提供、後に単独提供で住友グループ各社が各都道府県大会の決勝戦も含めて協賛した。また、毎年12月30日のハイライトは1992年は「39時間テレビ」・1993年 - 1995年は「報道30時間テレビ」といった長時間特別番組枠の枠内で放送されたが、後期に夕方に移行された。2000年度 - 2005年度は事前番組として深夜または翌日未明に5 - 10分程度の「花園伝説〜ここがすべての出発点〜」が放送されていた。
実況を担当するアナウンサーはJNNのスポーツ・アナウンサーを中心に約20名選抜され、大体4つにグループが分けられ2001年度（第81回）大会を参考にすると(1)最終日まで滞在（主に毎日放送・TBSアナ＋決勝進出校担当アナ）(2)1月3日まで滞在（塩見啓一・佐藤修）(3)元日まで滞在（茅野正昌・一柳信行・宮本英樹）(4)12月30日まで滞在（卓田和広・星野一弘・吉田幸真・笹原忠義・村山仁志・本田史郎・田中正訓・谷口英明）となっていた。また、ラジオでも毎日放送や当該地域（こちらは任意）に向けて実況中継を行い、サンテレビ所属の谷口を除くメンバーで担当していたため、人によっては1日2試合担当していた。1990年代以降は毎日放送のラジオで第一グラウンドの試合を中心にほぼ完全中継を行っていた。決勝はTBSラジオにも中継していた。なお、全体で70分程度の深夜ハイライト番組構成は試合のある地域はオープニング・挨拶（スタジオ）と当日の概略→CM→試合前半→CM→試合後半→CM→10分程度その日の結果（スタジオ）→CM→エンディング、試合のない地域は挨拶のあとハイライト(1)→CM→ハイライト(2)→CM→その日の結果→CM→エンディングとなる（2番目CMは同時ネット）。スタジオは毎日放送・TBS双方のアナウンサー1名ずつとラグビー関係者1名（大八木淳史、林敏之など）が出演していた。毎日放送・TBS・北海道放送・山陽放送・山陰放送・RKB毎日放送は放送エリア の関係上1日に2試合（毎日放送・TBSは3試合の場合あり）放送する場合はダイジェストの形で放送した。
試合本編中はCMを入れず、中盤に1度だけ当初はテロップのみ、後年は画面下4分の一にオリジナルアニメーションによりスポンサーを表示した（同じ協賛スポンサーだった朝日放送の全国高校野球選手権大会中継と同様）。
そのスポンサーの住友グループは場内に看板広告（大学や社会人で掲示される広告は出さない）を、場外にアドバルーンを揚げていた。また、入場者向けに高校ラグビーのみどころやルール解説、そしてファンやプレイヤーからのおたよりを載せた小冊子「RUGBY」を無料配布していた。
1回戦から3回戦までは得点と解説・実況のテロップのみ表示しスタメン紹介などは各局からの送出で行った。
1回戦から3回戦までは中継終了の際に実況が「コマーシャルの後は今日行われました○回戦○試合の結果をスタジオからお伝えします」というコメントが有名だったが、優勝候補校が敗れた場合は冒頭のスタジオや試合実況中にコメントすることもあった。
開始当初は結果の映像は各グラウンド2 - 3試合程度のみ放映し、ほかはキャスターのコメントにあわせ縦に時間、横に陣地を記した黒板様のアニメーションで経過を記すなどしていた。1990年代からは全試合ダイジェスト映像を流すようになる（つまり試合のある地域では2度映像を見ることになる）。
後年は準々決勝を除く試合のハーフタイムでは当該校関係者による応援メッセージを放送（ベンチ入りできなかった選手や女子マネージャー）。
準々決勝は全国共通で4試合全てのハイライトを放送（要は地元校が進出してもフルに見ることが出来ない）。
準決勝・決勝は両校にリポーターを置く（原則的には地元放送局のアナウンサー）
決勝の副音声では毎日放送のアナウンサー（後年は解説者も設置）による「わかりやすいラグビー」が流れていた（主として井上光央が担当）。
準決勝の実況は毎日放送・TBSのアナウンサー、決勝は毎日放送・TBSのアナウンサーが隔年交代で行っており（TBSは林正浩が長らく担当）、インタビュアーは毎日放送アナウンサーが担当した（末期は赤木誠、馬野雅行）。
試合が引き分けで次回戦進出が抽選で決まる場合、中継パートの最後にテロップでその旨を出していた。
JNNの都合で番組が臨時に繰り下がった場合、独立局や他系列局向けに機構の（実質毎日放送）フィラー映像が流されたこともあった。代表例が1985年の第2次中曾根第2次改造内閣発足に伴う「JNNニュースデスク」の10分拡大延長で、このときは南極映像が使われた。映像は共通であったが告知テロップが各局出しで表示される事態となった。
2002年度（第82回）- 2004年度（第84回）
2001年度（第81回）大会までの主広告主であった住友グループが提供を辞したため、2002年度（第82回）大会からは地上波テレビの中継が準決勝以降となり、準々決勝までは30分のダイジェスト放送へと縮小された。そのため、取り上げられる試合数は全国共通で試合内容よりも選手たちの人間ドラマに焦点を当てた3 - 4試合と激減し、初戦敗退の場合は字幕のみとなった学校もあった。準決勝・決勝のみネットセールスで、地区大会決勝 - 全国大会準々決勝までローカルセールスに。全国ネットは毎日放送の単独制作となった。この他CSのJ SPORTSによる生中継が開始された。地区大会に関しては北海道・茨城・奈良・佐賀大会（その後広島大会も同） の放送がなくなった。また、東京大会は2002年度 - 2003年度までは隣県のテレビ神奈川、2004年度以降はTOKYO MXが放送している。さらに2003年度（第83回）大会から準決勝・決勝の地上波放送がJNN系列28局、及び秋田放送・京都放送、サンテレビジョンに縮小された。2002年度（第82回）大会から大会中継のメインキャスターに兄弟漫才師・中川家（2人ともラグビー経験者）が担当するようになる。スポンサーは複数社提供だった。2002年度（第82回）大会の準決勝が放送時間枠に入れ切れずに終了したため製作の毎日放送に多くの苦情が殺到した。
2005年度（第85回）
本大会から神戸製鋼グループが特別協賛社となり、「KOBELCOスポーツスペシャル」として再スタートするが、放送体制は2002年度（第82回）大会からとほとんど変更されないまま。ただし従来から行っていた準決勝当日の地上波テレビ中継放送は廃止（決勝前日の1月6日深夜に大会ハイライトをJNN系列向けのネットセールス枠で放送）され、決勝戦のみが生放送（ネットセールス枠）される。インターネットでは準々決勝と準決勝を動画生中継配信する。またサンテレビの中継が中止された。この大会以後、神戸製鋼所ラグビー部（神戸製鋼コベルコスティーラーズ）・大畑大介選手がシーズン中にもかかわらず出演。ハイライトでは中川家の兄・剛と共に注目の1試合のプレー解説を行い、決勝戦では副音声のゲスト解説を担当。
決勝のスポンサーは、特別協賛社の神戸製鋼グループのほか、ダンロップ、関塾、ボラギノールの提供である。なお「KOBELCOスポーツスペシャル」とアナウンサーがコメントしているにもかかわらずKBS京都ではノンスポンサーであった（オープニング、エンディングも差し替え）。また準決勝までのハイライト・中継においても神戸製鋼がメイン協賛しているが、住友グループの事例とは異なり、複数協賛である。
2006年度（第86回）
本大会も前年に続いて神戸製鋼グループの特別協賛と放送体系とほぼ変わらないが、前年度は決勝前夜に行った大会ハイライト「「ノーサイド」永遠の瞬間 - 第86回全国高等学校ラグビー大会 - 」の放送が準決勝当日の1月6日未明（5日深夜）にJNN系列向けのネットセールス枠で放映される。
2007年度（第87回）
本大会は1回戦から準々決勝（12月27日から1月3日）までに加え、準決勝日（1月5日）にもハイライト（1回につき30分）が放映される（ローカルセールス）他、1月7日の決勝当日未明（1月6日の決勝前日深夜）に「ハイライトスペシャル」（大会全体の総集編）が90分放映される。決勝戦（1月7日）は生中継（ハイライトスペシャルと決勝生中継はJNNネットセールス）。またこの年以降毎日放送のラジオでの中継が一切行われなくなり、正月三が日は特番中心の編成、それ以外の日は通常番組の編成であった。
2008年度（第88回）
中川家がハイライトに出演せず、決勝戦副音声ゲストとしてのみ出演。大畑大介はハイライトに2回だけ出演。そのほか吉田明（神戸製鋼OB、京都産業大学ラグビー部ヘッドコーチ - 大会後監督就任）による特定の試合のワンプレーに焦点を絞った解説コーナーがあった。またKBS京都での中継が中止された。
準決勝（1月5日）は23:59 - 翌1:23に録画中継。決勝前夜のハイライトスペシャルはなし。決勝戦（1月7日）は生中継（準決勝と決勝生中継はJNNネットセールス）。
2009年度（第89回）
開幕前日の12月27日未明（26日深夜）に今大会の注目選手やチームをとりあげた1時間の事前番組を放送。決勝戦で地上デジタル放送、ワンセグ放送向けの連動データ放送を開始。ただし音声多重放送がなくなり、中川家が完全に降板。その代わりハイライトは毎日放送アナウンサーの3名体制&大畑大介、元木由記雄など神戸製鋼現役ラグビー選手1名、プレー解説に吉田明、村田亙（7人制ラグビー男子日本代表監督）が日替わりで出演。大会キャラクターの小林さりも準々決勝ハイライトまでの出演。また中継テーマ曲として使われたAqua Timez「One」は同年の第81回選抜高校野球中継エンディング曲だったりと、経費削減ぶりが目立った。準決勝（1月5日）は23:59 - 翌1:23に録画中継。決勝戦（1月7日）は生中継（準決勝と決勝生中継はJNNネットセールス）。
2010年度（第90回）
準決勝（1月5日）は毎日放送が関西ローカルで13:55 - 15:45（第1試合はディレイ放送 で、第2試合は生中継）、1月6日0:00 - 0:30（5日深夜）にハイライト。決勝（1月8日）は生中継（準決勝ハイライトと決勝生中継はJNNネットセールス）。
2011年度（2012年 第91回）
全国ネットでの放送は前年と同様に、準決勝ハイライト（1月5日）を1月6日0:05 - 0:35（5日深夜。一部地域は0:00 - 0:05に『もうすぐ』枠も別途放送）、決勝（1月7日）14:00 - 15:24に放送した。ハイライトでは高校時代、ラグビー部に所属していたジャルジャルがスポーツキャスターに初挑戦。
2012年度（2013年 第92回）
ハイライトでは、ジャルジャルがメインキャスターに起用された（前年まで出演していた毎日放送の河田直也アナウンサーは降板）ほか、アシスタントとして「応援サポーター」に就任したNMB48から毎開催日ごとに2名程度が日替わり参加する。また同年度のハイライトは、1回戦から準々決勝まで一部のJNN系列局、秋田放送、独立局のテレビ埼玉、テレビ神奈川、千葉テレビでも同時ないし時差ネット。ただし、系列外ながら（秋田朝日放送開局以前は平日朝の生番組のレギュラーネットなどTBSとは一定の提携関係にあった）ラグビーそのものに一定の人気があることから決勝戦の録画ネットを続けてきた秋田放送は準決勝以降の放送形態が変わる(ダイジェスト番組がTBS系夜全国ニュースのスポーツコーナーの一企画になる)などの関係で今大会を最後に決勝戦の録画ネットを終了した。
2013年度（2014年 第93回）
ハイライトでは、大畑大介（既に現役は引退）と、日・月曜日の未明帯に放送されているTBS制作のスポーツニュース番組『S☆1』レギュラーの小島瑠璃子がメインキャスターに起用された。なお小島は体調不良のため2013年内のハイライト出演を見合わせ、初日は毎日放送仙田和吉アナウンサー（同年度の決勝テレビ実況を担当）、2日目・3日目は元木由記雄（同年度より京都産業大学ラグビー部BKコーチ）が代役を務めた。また準決勝が日曜日に開催されたことから、翌日未明（同日深夜）放送の準決勝ハイライトは大畑がTBSに出向き『S☆1』のスタジオセットにて生放送が行われた。秋田放送は前回大会をもって決勝戦の時差ネットを終了したが、今大会もダイジェスト番組（秋田代表の勝ち上がりにかかわらず準々決勝までネット）はネットが維持され、神戸製鋼所提供で放送された。
2014年度（2015年 第94回）
前年に続いて、大畑と小島を、ハイライトのメインキャスターに起用した。
毎日放送制作・TBS系全国ネットの土曜朝のワイドショー『知っとこ!』（2015年3月終了）では、大会及び準決勝ハイライト・決勝生中継の宣伝活動（キャスター陣のゲスト出演など）を一切実施しなかった。同年4月から放送中の後継番組『サタデープラス』では、小島が開始当初から2022年9月までMC陣に名を連ねていた関係で、ハイライト番組キャスターの在任中（2021年度まで）に決勝直近回のエンディングで決勝の生中継を告知することがあった。ただし、全国高等学校野球選手権大会期間中に放送される『熱闘甲子園』（ABCテレビ・テレビ朝日共同制作）などと違って、本大会のハイライト番組では決勝を振り返る回が制作・放送されない。

### 毎日放送における関連企画
毎日放送では、（本来のサービスエリアである）関西地方をラグビーで盛り上げるべく、2015年度から「MBS高校ラグビー推進プロジェクト」を開始した。
2015年度（2016年 第95回）

2015年秋にイングランドで開かれたラグビーワールドカップ2015で日本代表（エディーJAPAN）が予選プール3勝1敗という好成績を残したことを背景に、当大会で花園ラグビー場でのプレーを経験した代表選手（全14名）が当時の思い出を振り返る『花園から世界へ～エディーJAPAN戦士の花園時代～』（5分間のミニ番組）を大会期間中にテレビ（関西ローカル）で随時放送していた。
また、ハイライト番組のキャスターである大畑がレギュラーで出演中のテレビ番組『ちちんぷいぷい』（毎日放送制作・TBSを除く同系列の一部でも番組途中までネットしている平日午後の情報番組）の金曜日では、10月から「だいじょぶ?だいじょぶ!」（大畑と元・女子プロテニス選手の沢松奈生子が交互に取材を担当するスポーツ関連のVTR企画コーナー）の放送を開始。大会の前後には、出場校を大畑が取材した模様を、同コーナーで複数回にわたって紹介した（一部の回は北海道放送との相互ネットゾーンで放送）。ハイライト番組キャスターの小島や、大会テーマソングを提供したスキマスイッチも、PRを兼ねてスタジオゲストやVTRコメントで随時出演。準決勝の当日には、前述の生中継に続いて関西ローカルで放送された同番組のオープニングに、花園ラグビー場からの生中継を通じて大畑・小島が登場した。
かつて大会の試合を中継していたラジオでも、大会期間中の2015年12月30日に編成された特別番組『MBSベースボールパーク みんなでスポーツ総決算!』の11時台後半に、花園ラグビー場第1グラウンド実況席からの生中継で「大畑大介のラグビー講座」を放送。大畑に加えて森本栄浩、市川いずみ（母体番組『MBSベースボールパーク みんなでホームイン!』水・金・日曜レギュラー）が大会の見どころを伝えた。
2016年度（2017年 第96回）

毎日放送では、スポーツ局の記者・ディレクター・プロデューサーとして当大会の取材・中継に携わってきた宮前徳弘（みやまえ なるひろ） が、2016年度から同局で初めてのスポーツ担当解説委員に就任。2016年8月から『ちちんぷいぷい』、10月からテレビの新番組『戦え!スポーツ内閣』（毎日放送制作・TBSを除く同系列局の一部で毎週水曜日の深夜に放送するスポーツ討論番組）へのレギュラー出演を開始した。このような経緯から、大会直前の『ちちんぷいぷい』では、宮前がレギュラーで出演する「フレフレスポーツ! 宮前見る前」（「だいじょぶ?だいじょぶ!」の後継として2016年10月から毎週金曜日に放送中のスポーツ関連企画コーナー）内で大畑が（出身校の東海大仰星高校を含む）出場校の一部を取材した模様を放送。『戦え!スポーツ内閣』でも、大会開幕直前の12月21日放送分で、過去の大会の名場面を収めたテレビ中継映像などを交えながら「いま高校ラグビーが熱いぞ」という連動企画を実施した。この企画では、埼玉工大深谷高校（現在の正智深谷高校）の選手として大会へ出場していたホラニ龍コリニアシへのインタビューも放送している。
テレビでは、前年度に続いて、大会期間中に『花園から世界へ～エディーJAPAN戦士の花園時代～』を編成。伏見工業高校の学生時代に当大会で活躍した後に、ラグビー日本代表監督や神戸製鋼の総監督兼ゼネラルマネジャーを歴任した平尾誠二が2016年10月20日に53歳で逝去したことから、初日（同年12月27日）にはハイライト番組に続いて『ミスターラグビーが教えてくれたこと』（平尾の追悼特別番組）を放送した。
ラジオでは、大会開幕前日（2016年12月26日）の「MBSマンデースペシャル」（19:00 - 20:00）枠で、『～花園から世界へ～第96回全国高校ラグビーフットボール大会開幕直前スペシャル』を放送。毎日放送のスポーツアナウンサーとして長らく大会中継の実況・リポートに携わってきた赤木と、テレビのハイライト番組でナレーターを担当する市川がパーソナリティを務めたほか、大会のシード委員長を務める清鶴敏也（同志社香里高校ラグビー部監督） がスペシャルゲストとして出演した。
2017年度（2018年 第97回）

テレビでは、『ちちんぷいぷい』や『戦え!スポーツ内閣』で、前年に続いて大会の開幕直前に関連企画を放送。『花園から世界へ～エディーJAPAN戦士の花園時代～』についても、タイトルを『花園から世界へ～ラグビーJAPAN戦士の花園時代～』に改めたうえで、大会期間中に随時放送している。また、主に関東ローカルで放送している『バース・デイ』（TBSテレビ制作）で東福岡高校ラグビー部を取り上げた回（2017年12月9日放送分）を、毎日放送でも24日の25:50 - 26:20に関西ローカルで特別に放送した。
ラジオでは、大会開幕直前の12月23日に、近藤亨がパーソナリティを務める『MBSベースボールパーク』（2017年度ナイターオフ・土曜版）内で「今、熱い!ラグビーの魅力に迫る」という特集を生放送。大会序盤の同月29日に放送された特別番組『2017スポーツ総決算～来年は1位じゃなきゃダメなんです!スペシャル～』でも、赤木の進行による大会の紹介企画や、森本尚太による東海大仰星高校の練習リポートを内包した。
2018年度（2019年 第98回）

テレビでは、前年に続いて、『ちちんぷいぷい』で大会の開幕直前に関連企画を放送。『花園から世界へ』についても、サブタイトルを「JAPAN戦士 いざ2019年ラグビーW杯へ」に改めたうえで、大会期間中に放送している。また、『バース・デイ』で御所実業高校ラグビー部を取り上げた回（TBSテレビ2018年12月8日放送分）を、毎日放送でも24日（月曜日・平成時代の天皇誕生日の振替休日）の11:00 - 11:30に関西ローカルで放送した。2019年1月3日には、『泣ける高校スポーツ ラグビー物語』（『戦え!スポーツ内閣』とハイライト番組をベースに制作したJNN系列全国ネット番組）を8:00 - 9:00に放送。『戦え!スポーツ内閣』MCの武井壮・小杉竜一（ブラックマヨネーズ）、ハイライト番組キャスターの大畑・小島、および松本伊代をスタジオへ迎えるとともに、中川家・大谷亮平・村上佳菜子（元・女子フィギュアスケート選手）が出場校へのVTR取材、ナレーターを岩崎良美が担当した。また、ハイライト番組では毎日放送本社のスタジオに加えて、花園ラグビー場内のミュージアムも使用。その一方で、KOBELCO（大畑の出身企業でもある神戸製鋼グループ）は、前年に発生した製品品質データ改ざん事件の影響で、ハイライト番組・テレビ中継や『泣ける高校スポーツ ラグビー物語』のスポンサーでありながらCMの出稿を見合わせた。
ラジオでは、大会序盤の12月30日に放送された特別番組『ハンパなかったスポーツ界2018 来年もだよねそだねースペシャル!』で、当日の試合速報や大畑による大会序盤の総評・今後の展望をスタジオから放送。2006年度を最後に途絶えていた中継についても、準決勝（2019年1月5日開催の2試合）と決勝（同月7日開催）に限って再開した。いずれも生中継ではなく、毎日放送のスポーツアナウンサーがラジオ向けに実況した音声の収録音源を、準決勝については開催2日後の深夜（決勝当日の未明）、決勝については当日の深夜（翌日の未明） にノーカットで放送。同志社大学から2018年度に毎日放送へ新卒で入社したばかりの今城奈央（スポーツ局ディレクター）が進行役を務めた。
2019年度（2020年 第99回）

テレビでは、2019年12月16日（月曜日）の23:56 - 24:55 に、『花園を目指す君へ ラグビーW杯戦士からのエール』という特別番組をJNN全国ネットで放送。高橋克典 がMC、川田裕美 がアシスタントを務めるとともに、この年のラグビーワールドカップに日本代表で参加した姫野和樹・茂野海人・木津悠輔をゲストに迎えたほか、大分県立由布高校OBの木津と毎日放送アナウンサーの三ツ廣が大分東明高校、俳優の佳久創（ラグビートップリーグ・トヨタ自動車ヴェルブリッツ の元選手）が岩手県立黒沢尻工業高校を取材した模様のVTR、高校時代に本大会へ出場した日本代表選手（姫野、茂野、リーチマイケル、稲垣啓太、松島幸太朗、田村優、福岡堅樹）の出場試合映像を流した。また、前述したラグビーワールドカップで日本代表が大会史上初のベスト8（決勝トーナメント）進出を果たしたことを背景に、『花園から世界へ』を「ラグビーW杯ベスト8の向こう側」というサブタイトルで放送。『バース・デイ』（TBSテレビ2019年12月14日放送分「ラグビーW杯日本代表メンバーたちの原点…高校時代に抱いた決意とは」）を、毎日放送でも同月23日（月曜日）の未明（2:45 - 3:15）に放送した。
2020年には、1月2日（木曜日）の未明（上記の日本代表チームから田中史朗・松田力也をゲストに迎えた同年最初の大会ハイライト番組→姫野が出演した『花園から世界へ』直後の2:10）から午後（14:00）までの自主編成（関西ローカル）枠で『ノーサイド・ゲーム』（架空の社会人ラグビーチームを舞台に2019年7 - 9月期の「日曜劇場」枠で放送されたTBSテレビ制作の連続ドラマ）の全10話一斉再放送を実施した。大会終了後の同月26日には、毎日放送の自社制作では初めてのトップリーグ公式戦生中継（御崎公園球技場（ノエビアスタジアム神戸）の神戸製鋼対サントリーサンゴリアス戦）を、12:54 - 14:58に関西ローカルで放送（実況：近藤亨、リポーター：井上雅雄＜神戸製鋼側＞・森本尚太＜サントリー側＞、解説：大畑、ゲスト解説：真壁伸弥、ピッチサイドナビゲーター：山中真）。2月23日（いずれも日曜日）にも、神戸総合運動公園ユニバー記念競技場から神戸製鋼対東芝ブレイブルーパス戦の生中継（実況：井上雅雄、解説：大畑、ゲスト解説：武井、ピッチサイドナビゲーター兼神戸製鋼側リポーター：山中、東芝側リポーター：森本尚太）を、同じ放送枠で実施した。
ラジオでは、2019年12月31日（火曜日）の21:00 - 22:00に『2019スポーツ総決算・ラグビー編～桜戦士の軌跡から未来の桜戦士へ～』を放送しただけで、前年度に録音ダイジェスト方式で再開したばかりの大会中継を再び休止。また、テレビでの大会中継や関連番組の筆頭スポンサーであるKOBELCOは、前年度に続いてCMの出稿を見送っている。
2020年度（2021年 第100回）

前年度の第99回大会直後から日本国内で新型コロナウイルスへの感染が拡大している状況で記念大会の開催が決まったことを受けて、「100th 乗り越えるチカラ」というテーマを設定した。
テレビでは、『ちちんぷいぷい』で2020年4月改編から毎日放送の若手アナウンサーによるスポーツ関連の取材企画コーナー（同年7月以降のコーナー名は「フレ!フレ!スポーツ」）を新設したことを背景に、日本プロ野球（NPB）のシーズン中は阪神タイガース関連の企画に充てていた金曜放送分を、レギュラーシーズン終了後の11月20日から決勝の前日（2021年1月8日）まで100回大会関連の取材企画に変更（2020年入社でスポーツ担当志望の川地洋平アナウンサーが取材と報告で出演）。前年度まで編成されてきた『花園から世界へ』に代わって、大会の開幕前には『花園への道～乗り越えるチカラ』（厳しい状況を乗り越えながらラグビーに打ち込む高校生や関係者の熱意に焦点を当てたミニ番組）、大会期間中は『花園の軌跡』（大畑・小島・中川家・田中史朗・松田力也・橋下徹が過去の大会の名場面を振り返るミニ番組）を随時放送している。
大会初日の12月27日（日曜日）14:00 - 15:24には、『第100回全国高校ラグビー大会記念特別番組 乗り越えるチカラ』を、花園ラグビー場からTBS系列28局ネット向けに生放送。ハイライト番組キャスターの小島と宮川大輔がMC、井上雅雄と清水麻椰（いずれも毎日放送アナウンサー）がリポーターを務めるとともに、大畑、田中史朗、松田力也、大阪府立北野高等学校在学中の1987年度にWTBとして第67回の全国大会へ出場した橋下、渋谷凪咲（NMB48メンバーでNTTドコモレッドハリケーンズアンバサダー）をゲストに迎えた。
大会のテレビ中継については、決勝（2020年1月9日）と準決勝（同月5日）で実施。前者はTBS系列28局ネット（成人の日前々日の土曜日開催であるため、宮崎放送では全国高校サッカー準決勝第1試合生中継終了後の14:30よりディレイ放送）、後者は放送エリア内に4強に進出した高校があるTBSテレビ（桐蔭学園） ・RKB毎日放送（東福岡）との3局ネットで中継した 。いずれの試合も無観客で開催されたため、中継で花園ラグビー場バックスタンドの遠景を写す場合には、Cisco Webex上の「バーチャル観客席」へ参加中の視聴者を写した動画をスタンドの映像に重ねる演出を初めて導入。大会の開幕前（同月15日 - 21日）には、準決勝・決勝の試合開始前に花園ラグビー場の大型ビジョンで放映する「カウントダウン動画」（前述）を、高校生以下の学生・児童を対象に初めて募集した。
ハイライト番組については、大会の初日、1回戦期間中の2020年12月28日・29日、2回戦期間中の12月30日、3回戦期間中の2021年1月1日、準々決勝当日（1月3日）、準決勝当日、決勝戦前日（1月8日）に深夜帯で編成。大会初日分と決勝戦前日分をTBS系列28局ネットで放送したほか、後者の放送では橋下をゲストに招いた。1回戦から準決勝までのハイライト番組は、TBS系列外ながら例年は準々決勝まで放送している秋田放送（日本テレビ系列局）とテレビ埼玉（関東地区の独立局）に加えて、TBS系列局の一部（青森テレビ・IBC岩手放送・テレビユー福島・テレビ山梨・チューリップテレビ・静岡放送・熊本放送・大分放送・宮崎放送）でも放送した。
ラジオでは、『MBSベースボールパーク プレミアムチャンネル』（NPBオフシーズンの土・日曜日夕方 - 夜間に編成）の生放送パートや、2020年12月29日（火曜日）の20:00 - 22:00に放送された『2020スポーツ総決算』（大畑・三ツ廣・亀山つとむが出演）で第100回大会関連の情報を紹介した。さらに、決勝の生中継を1月9日の13:50 - 15:30に関西ローカルで放送した（実況：森本栄浩、解説：大西将太郎）。ラジオでの中継は準決勝2試合と決勝を実況録音方式で放送した2018年度の第98回以来2大会振りだが、生中継は2006年度の第86回大会以来13大会振り、決勝の生中継は2003年度の第83回大会以来17年振り。また、テレビではCMの出稿を一切見送っていたKOBELCOが、「神戸製鋼グループ」という名義で筆頭スポンサーに付いていた。
なお、2013年度（第93回大会）からハイライト番組のキャスターを務めてきた小島は、第100回記念大会の節目で大畑と揃ってキャスターを退任した。小島によれば「5年前（2015年度の第95回大会）の時点で『第100回大会を区切りに（退任）したい』と申し入れていた」とのこと で、
2020年12月13日に大畑と臨んだ記者会見では、「高校を卒業した直後の19歳から、ラグビーのルールをゼロから大畑さんに教えていただきながらキャスターを務めたおかげで『高校ラグビーオタク』になったが、（キャスターを続けるにつれて大会へ出場する）高校生と年齢がどんどん離れている。（最近の大会では）保護者みたいな目線になって（高校生を見て）いるので、『（同月23日に27歳の誕生日を迎える自分より）もっと若い人が（キャスターに）良いかな』と思った」と語っている。
その一方で、大会の終了後には前年に続いて、ラグビートップリーグ公式戦の関西ローカル向けテレビ中継を計画。決勝1週間後の1月16日（土曜日）13:54 - 15:58に、開幕戦（ファーストステージ第1戦）の神戸製鋼コベルコスティーラーズ対ヤマハ発動機ジュビロ（ノエビアスタジアム神戸）で生中継を予定していた。しかし、スティーラーズなど複数のチームの選手から新型コロナウイルスへの感染が相次いで確認されたことを受けて、トップリーグでは同日からの開幕を延期することを1月14日（木曜日）に発表。日程の再編成後もリーグ戦の中継が実現しないまま、トップリーグとしては最後のシーズンを終えた。その一方で、3月30日（月曜日）の未明（29日の25:55 - 27:00）には、『ノーサイドからのキックオフ～全国高校ラグビー100年物語～』（花園ラグビー場への本戦出場を目指した高校ラガーマンが「ノーサイド」を迎えてからの人生を追ったテレビドキュメンタリー）を関西ローカルで放送している。
一方で、県民の根強いラグビー人気に支えられJNN非加盟ながら全国大会関連番組の放送を続けてきた秋田放送はこの大会をもって全国大会関連番組のネットを離脱した。
2021年度（2022年 第101回）

前年度までラジオ・テレビ兼営局であった毎日放送は、「新日本放送」（ラジオ単営局）としての本放送開始（1951年9月1日）から70年近く保有していたラジオ放送事業とラジオ放送免許を、2021年4月1日付でグループ会社の株式会社MBSラジオへ移管。毎日放送は、テレビ単営のJNN準基幹局として再スタートを切った。
その一方で、前年来の「コロナ禍」の影響で業績が悪化していることなどを背景に、1999年10月から21年半にわたって放送してきた『ちちんぷいぷい』を2021年3月12日で終了。翌週（3月15日）から『ちちんぷいぷい』最終放送枠の大半（13:55 - 15:40）で『ゴゴスマ -GO GO!Smile!-』（CBCテレビ制作の生放送番組、先述）の常時ネットを開始したほか、同月29日からは『よんチャンTV』（関西ローカル向けの報道・情報バラエティ番組）を平日の15:40 - 19:00に放送している。ただし、『よんチャンTV』では『ちちんぷいぷい』時代から一転して、大会関連の情報を「4chan エンスポ5」（エンターテインメント・スポーツ関連のニュースから5項目を手短に紹介する18時台のコーナー）で随時紹介する程度にとどめている。その一方で、学生時代にラグビーのプレーを経験していなかった宮地真（2021年度まで8大会連続で全国大会へ出場した中部大春日丘高校ラグビー部の監督）への密着取材に基づく特集が『バース・デイ』の2021年12月4日放送回（TBSテレビ）で組まれたことを受けて、毎日放送でも同月29日（水曜日）の未明（2:10 - 2:40）に臨時時差ネット扱いで当該回を放送している。
大会のテーマは『想いひとつ』で、ハイライト番組には京都市出身の木下彩音（小島と同じホリプロ所属のタレント・女優）をキャスターに起用。大会のテーマソングも、2015年度から（2016年度のみ「premium ver.」）前年度まで使用されてきた『ハナツ』（スキマスイッチ）から『走り続けた日々』（ケツメイシの書き下ろし曲）に変更された。また、ハイライト番組の顔触れを一新。木下に加えて三ツ廣をMC、橋下をスペシャルキャスターに起用した。
毎日放送では、全国大会の開幕前から期間中まで関西ローカル向けに放送されるミニ番組を、『全国高校ラグビー～想いひとつ～』（主な出場校を木下が紹介する番組）として2021年12月27日から2022年1月7日までの期間に編成。2018年度から全国大会の開幕直前や期間中に関西ローカルで放送してきた特別番組の編成を見送った一方で、『土曜のよんチャンTV』（『よんチャンTV』の週末版に当たる土曜日午後の関西ローカル向け生放送番組）の2021年最終放送（12月24日）で木下をスタジオに迎えたほか、『正月のよんチャンTV』（2022年1月2・3日の午前中に関西ローカルで生放送の新春特別番組）に花園ラグビー場からの生中継を組み込んだ。
大会の試合中継については、前年までハイライト番組のキャスターを務めてきた大畑が、「解説者」として引き続き出演している。ただし、毎日放送が制作する準決勝のテレビ中継（大畑が第1試合の解説を担当）では、前年度に実施していたTBSテレビ・RKB毎日放送へのネットを休止。準決勝は2021年1月5日（水曜日）に組まれていたため、関西ローカル向けの放送については、前述した『ゴゴスマ』の同時ネットを臨時に返上した うえで継続した。なお、2021年1月8日（土曜日）の午後（14:00以降）には、『土曜のよんチャンTV』を休止したうえで決勝の中継を放送。その一方で、MBSラジオでは毎日放送時代の前年度に実施していた決勝のラジオ中継を見送っている。
2022年度（2023年 第102回）

大会のハイライト番組を、『ノーサイド劇場～高校ラグビー青春ノンフィクション～』に改称。MCには、前年度に初めてキャスターを務めた木下に加えて、ラグビー未経験者（バレーボール経験者）の大谷および、『ノーサイド・ゲーム』で浜畑譲（大谷が扮する柴門琢磨監督の下で再起した架空の社会人ラグビーチーム「アストロズ」の主力選手）役を演じていた廣瀬俊朗（ラグビーワールドカップ2015日本代表チームの主将などを歴任した大阪府立北野高校出身の元・プロラグビー選手）を起用した。『ノーサイド劇場』では「夜になるとラグビーファンが集う小さなシアター（劇場）」というコンセプトが設定されていることから、木下・大谷・廣瀬は「支配人」という肩書で出演。その一方で、前年度のハイライト番組に続いて三ツ廣が進行しているほか、高校時代に本大会への出場を目指していた吉本興業所属の芸人を全国ネット以外の放送回でもゲストに招いていた。なお、大谷・廣瀬・木下・三ツ廣とゲストが出演するパートは、「劇場」というコンセプトに沿って毎日放送本社内の試写室で収録。また、エンディングで放送される試合ダイジェストの映像には、「映像で取り上げた試合での敗退校名と合わせて当該校での登録全部員の氏名を敬称略で記した字幕を、映像の左横で縦方向に下から上へ流す」という趣向を「花園を去った主役たち」と銘打って盛り込んでいる。
毎日放送では、第102回大会や『ノーサイド劇場』のPRを兼ねて、「オレたちのパワー飯」（近畿地方の出場校における選手の食事に焦点を当てたロケシリーズ企画）を大会の開幕直前（2022年12月第3・第4週）に『よんチャンTV』内で放送。同番組は年末年始編成との兼ね合いで1回戦から準々決勝の開催日（2023年1月3日）までレギュラー放送を休止したが、2022年12月26日の未明（25日の深夜）には、『バース・デイ』から報徳学園（兵庫代表）の選手を特集した回（TBSテレビで同月17日に放送）の臨時ネットを実施した。三ツ廣が2021年12月まで「プレゼンター」・小島が2022年9月までMCを務めていた『サタデープラス』でも、2023年最初の放送日（1月7日）の午後に第102回大会の決勝が組まれていたことから、テレビ中継のPRを兼ねて大谷をゲストに迎えている。
MBSラジオでは、三ツ廣と井上雅雄が第102回大会での注目校・選手を語り合う企画を、2022年12月26日（月曜日）の『コトノハ』（毎日放送のアナウンサーが週替わりで出演するアナウンスセンター制作のレギュラー番組）で放送した。もっとも、大会の開幕後は試合の中継枠を一切編成していない。
ちなみに、2023年の秋にはフランス国内でラグビーワールドカップの開催を控えていたが、毎日放送（テレビ）では（当大会へ出場した経験を持つ日本代表選手の紹介などを兼ねた）第102回大会関連のミニ番組を編成しなかった。その一方で、第102回大会終了後の2週間後（1月14日）にノエビアスタジアム神戸で開かれたJAPAN RUGBY LEAGUE ONE（リーグワン）・ディビジョン1第4節（コベルコ神戸スティーラーズ対東京サンゴリアス戦）の録画中継を、翌15日（日曜日）の深夜（16日の未明）に関西ローカルで放送した（実況：井上雅雄、解説：大畑）。ラグビートップリーグの発展的解消を経て2022年度に開幕したリーグワンの公式戦中継を毎日放送が放送することは、生中継やディビジョン2以下のカテゴリーの試合を含めても初めてである。
また、第102回大会開幕の前々月（2022年10月9日・10日）には、マスターズ花園（高校生時代に本大会での出場や優勝を目指していた社会人の男性で構成された「高校ラグビーOBチーム」による交流試合）の第1回大会（マスターズ花園2022）が花園ラグビー場の第1グラウンドで開かれた。毎日放送とグループ会社のMGスポーツは、「マスターズ花園2022」の実行委員会へ参加するとともに、大会の全試合でインターネット向けの動画ライブ配信を実施。大会の終了後には、開催で生じた収益金の一部を、高校ラグビーへの支援に活用する目的で本大会の実行委員会に連名で寄附している。
2023年度（2024年 第103回）

大会のテーマソングをSUPER BEAVERの『値千金』、試合中継・ハイライト番組のタイトルを『花園魂!』（はなぞのソウル!）に変更。ハイライト番組では、前年度の出演者から大谷と広瀬が続投する一方で、2023年度から『KICK OFF!KANSAI』（日本サッカー協会・日本プロサッカーリーグの企画・監修によるJリーグ情報番組の関西版）を担当している海渡未来（立教大学への在学中に水上スキーの全国大会で優勝した経験を持つ毎日放送アナウンサー）がキャスターに加わった。『花園魂!』には神戸製鋼グループを筆頭に複数の企業がスポンサーに付いているが、当該企業を紹介する提供クレジットには、毎日放送のアナウンサーとして前年度（第102回大会）まで長らくテレビ・ラジオの試合中継に携わってきた赤木誠（2023年10月31日付で嘱託雇用期間満了に伴い退社）のアナウンスを収録した音源を用いた。
『花園魂!』は2023年内に関西ローカルで放送されていたが、ハイライト番組としては初めて、放送済みの映像から本編の動画を放送後にTVerで配信。2024年には、1月1日の25:50（2日の1:50）から、同年最初の放送を予定していた。しかし、毎日放送が『JNN報道特別番組』（1日の16:10頃に令和6年能登半島地震が発生したことを受けてTBSテレビが16:13から急遽編成）の同時ネットを1日の25:25（2日の1:25）まで編成していた影響で、同日分の放送を休止。毎日放送での2024年最初の放送は、1月5日深夜（6日未明）の準決勝ハイライトまで持ち越されている。なお、翌6日深夜（決勝が組まれていた7日未明）に全国ネットで放送された大会ハイライトでは、1日深夜の関西ローカル放送で取り上げる予定だった試合から一部カード（同日に開催された3回戦の佐賀工対目黒学院など）のダイジェスト映像を放送している。
また、『よんチャンTV』では前年度に続いて、関西地方から出場する全8校の紹介を兼ねた「オレたちのパワー飯」を12月15日（金曜日）から連日放送。大会期間中での放送を2年振りに再開した『花園から世界へ』では、2023年開催のラグビーワールドカップで日本代表に名を連ねていた選手（W杯戦士）が、「W杯戦士が繋ぐ未来バトン」と銘打って日替わりのリレー方式で登場している。同月29日（金曜日）の早朝（7時台）には、『花園から世界へ』（福井翔大の出演で7:00 - 7:10に放送）に続いて、『バース・デイ』から京都工学院（母体校であった伏見工から継承したラグビー部）の選手を特集した回（TBSテレビで同月9日に放送）の臨時ネットを関西ローカル向けに実施した。『サタデープラス』（全国ネット番組）の直後に関西ローカルで放送されている『せやねん!』でも、2024年最初の放送日（1月6日）が決勝の前日であったことから、第103回大会に関する取材特集を「せやねん!スポーツ」（大谷が2021年11月から学生スポーツ関連のロケ企画を定期的に担当しているコーナー）で生放送。大谷自身も、同日深夜の『花園魂!』および、翌7日の決勝中継の告知を兼ねてスタジオに出演した。
MBSラジオでは、インターネット向けの中継で実況を担当する毎日放送のスポーツアナウンサーが第103回大会の見どころを紹介する企画を、大会の開幕前にレギュラー番組の『コトノハ』 と『福島のぶひろの、金曜でいいんじゃない?』（生放送番組）へ編成。大会期間中の2023年12月31日（日曜日）には、井上雅雄と大畑が大会の序盤を振り返る企画が、『2023スポーツ総決算』（18:00 - 21:00に組まれていた年末特別番組）の19時台で放送された。ただし、試合のラジオ中継は見送られている。

### 地上波放送共同制作機構加盟各放送局
| 都道府県 | 担当民放           | 系列 | 備考                                           |                | 都道府県       | 担当民放                 | 系列          | 備考 |
| -------- | ------------------ | ---- | ---------------------------------------------- | -------------- | -------------- | ------------------------ | ------------- | ---- |
| 大阪府   | 毎日放送           | JNN  | 幹事社                                         |                | 福岡県         | RKB毎日放送              | JNN           |      |
| 東京都   | 東京放送           | JNN  | 以前は共同幹事社だった。 現在のTBSテレビに相当 | 佐賀県         | [ 注釈 83 ]    | RKB毎日放送              | JNN           |      |
| 茨城県   | 東京放送           | JNN  | 以前は共同幹事社だった。 現在のTBSテレビに相当 | 長崎県         | 長崎放送       |                          | JNN           |      |
| 北海道   | 北海道放送         | JNN  |                                                | 熊本県         | 熊本放送       |                          | JNN           |      |
| 青森県   | 青森テレビ         | JNN  |                                                | 大分県         | 大分放送       |                          | JNN           |      |
| 岩手県   | IBC岩手放送        | JNN  |                                                | 宮崎県         | 宮崎放送       | [ 注釈 84 ]              | JNN           |      |
| 宮城県   | 東北放送           | JNN  |                                                | 鹿児島県       | 南日本放送     |                          | JNN           |      |
| 山形県   | テレビユー山形     | JNN  | 1989年10月開局                                 | 沖縄県         | 琉球放送       |                          | JNN           |      |
| 福島県   | テレビユー福島     | JNN  | 1983年12月開局                                 | 秋田県         | 秋田放送       | NNS                      | [ 注釈 85 ]   |      |
| 新潟県   | 新潟放送           | JNN  |                                                | 福井県         | 福井放送       | NNS／ANN                 | [ 注釈 86 ]   |      |
| 長野県   | 信越放送           | JNN  |                                                | 徳島県         | 四国放送       | NNS                      | [ 注釈 87 ]   |      |
| 山梨県   | テレビ山梨         | JNN  |                                                | 栃木県         | とちぎテレビ   | 独立UHF局 （現：独立局） | 1999年4月開局 |      |
| 静岡県   | 静岡放送           | JNN  |                                                | 群馬県         | 群馬テレビ     | 独立UHF局 （現：独立局） |               |      |
| 愛知県   | 中部日本放送       | JNN  | 現在のCBCテレビに相当                          | 埼玉県         | テレビ埼玉     | 独立UHF局 （現：独立局） | 1979年4月開局 |      |
| 富山県   | チューリップテレビ | JNN  | 1990年10月開局                                 | 千葉県         | 千葉テレビ放送 | 独立UHF局 （現：独立局） |               |      |
| 石川県   | 北陸放送           | JNN  |                                                | 神奈川県       | テレビ神奈川   | 独立UHF局 （現：独立局） |               |      |
| 鳥取県   | 山陰放送           | JNN  |                                                | 岐阜県         | 岐阜放送       | 独立UHF局 （現：独立局） |               |      |
| 島根県   | 山陰放送           | JNN  | 三重県                                         | 三重テレビ放送 |                | 独立UHF局 （現：独立局） |               |      |
| 広島県   | 中国放送           | JNN  |                                                | 滋賀県         | びわ湖放送     | 独立UHF局 （現：独立局） |               |      |
| 岡山県   | 山陽放送           | JNN  | 現在のRSK山陽放送に相当                        | 京都府         | KBS京都        | 独立UHF局 （現：独立局） |               |      |
| 香川県   | 山陽放送           | JNN  | 現在のRSK山陽放送に相当                        | 奈良県         | 奈良テレビ放送 | 独立UHF局 （現：独立局） |               |      |
| 愛媛県   | あいテレビ         | JNN  | 1992年10月開局                                 | 和歌山県       | テレビ和歌山   | 独立UHF局 （現：独立局） |               |      |
| 高知県   | テレビ高知         | JNN  |                                                | 兵庫県         | サンテレビ     | 独立UHF局 （現：独立局） |               |      |
| 山口県   | テレビ山口         | JNN  |                                                |                |                |                          |               |      |

中途離脱した参加放送局
| 都道府県 | 担当民放   | 中継終了年次 | 引き継いだ社名     | 理由                                                              |
| -------- | ---------- | ------------ | ------------------ | ----------------------------------------------------------------- |
| 山形県   | 山形放送   | 1989年       | テレビユー山形     | 系列局開局による移行                                              |
| 福島県   | 福島テレビ | 1983年       | テレビユー福島     | 系列局開局による移行                                              |
| 栃木県   | 東京放送   | 1999年       | とちぎテレビ       | 地元局開局による移行                                              |
| 埼玉県   | 東京放送   | 1979年       | テレビ埼玉         | 地元局開局による移行                                              |
| 富山県   | 北日本放送 | 1990年       | チューリップテレビ | 系列局開局による移行                                              |
| 滋賀県   | KBS京都    | 1998年頃     | びわ湖放送         | 地元局への一本化                                                  |
| 愛媛県   | 南海放送   | 1992年       | あいテレビ         | 系列局開局による移行                                              |
| 佐賀県   | 熊本放送   | 不明         | RKB毎日放送        | 有明海沿岸の電波特殊事情による。熊本放送#佐賀県とのつながりを参照 |

### BS・CS
BS・CSではJ SPORTSが有料放送チャンネルで全試合生中継を行っている。また一部地方予選決勝はダイジェストで放送されることもある。
実況はJ SPORTSのラグビー中継レギュラーである谷口廣明、大前一樹、土居壮、矢野武、佐藤哲也に加えて、坂信一郎、住田洋、熊谷龍一、西達彦、長澤洋明といったフリーアナウンサーが担当。2009年度大会までは関西テレビのアナウンサーである山田恭弘、若田部克彦、林弘典も担当していた。
特徴として坂は埼玉代表試合を担当。関西テレビの3名は大阪代表試合を担当していたが、2010年度から同時期に開催される春の高校バレー中継を優先するため同大会の担当から退いた。一部の地域では毎日放送製作のハイライトとは別でJ SPORTS製作の中継をネットしている局もある（準々決勝まで、準決勝からは毎日放送製作）。1回戦 - 3回戦は1日2試合実況するアナウンサーもいる（特に谷口、大前）。準々決勝・準決勝の組み合わせ抽選会の模様は第1グランド第4試合（最終試合）の実況、解説が進行を進める。準々決勝（第4試合はなし）の後続試合ハーフタイムに谷口が勝利監督とキャプテンにインタビューを行うため第1試合の実況を務める（決勝は毎日放送と共同）。

## インターネット向けの中継動画配信
毎日放送の大会公式サイトでは、2014年度の第94回大会まで、準決勝の生中継（J SPORTSによるBS・CS向け生中継映像の同時再配信）と決勝戦の中継動画ディレイ（事後）配信を無料で実施していた。
2015年度の第95回大会では、「MBS高校ラグビー推進プロジェクト」の一環として、無料生中継の対象を第1グラウンド開催分の22試合（1回戦から準決勝まで）に拡大。配信ページには、生中継の見逃しを防ぐ目的で、Cal-Push（カルプッシュ）を活用したカレンダー登録型の通知予約機能を試合ごとに備えるようになった。決勝戦については、地上波で全国向けの生中継を実施する関係で、同年も無料でのディレイ配信を続けた。
2016年度の第96回大会からは、「HANAZONO LIVE」と銘打って、第2・第3グラウンド開催分や決勝戦を含む全試合を対象に無料生中継を実施（準決勝・決勝については地上波と別の解説者・実況アナウンサーを起用）。その関係で、前年まで毎日放送のスポーツアナウンサーのみで構成されていた実況・リポーター陣に、系列局から派遣されたアナウンサーも加わるようになった。

## 大会テーマソング（テレビ放送）
初期
- 第57回（1977年度）- 第66回（1986年度）：「コバルトの空」（当時のTBS系共通スポーツテーマ） 作曲・レイモンド服部
  - 放送では使用されなくなった現在も、開会式の入場行進では、行進曲の最初に演奏されている。
  - KBS京都の京都大会中継はKBS京都エキサイトナイターのテーマ曲「ヨーロッパ万歳」に、秋田放送の秋田大会中継は、秋田放送ラジオのプロ野球中継や全県少年野球大会（東北中学総体軟式野球秋田大会）準決勝中継（決勝戦はテレビで放送）のテーマ曲として現在も使用中の「国民の象徴」に差し替えられるなど、JNNに加盟していない中継参加局の地方大会では使用しない例もあった一方、逆にJNN非参加局でもプロ野球中継でのTBSビジョンの提携やスポーツニュース素材の映像協力など、TBSグループと関係の深かったテレビ埼玉のように使用した局もあった。また後述の「COSMIC RUGBY」誕生後も地方大会で使用する局もあった。
- 第67回（1987年度）-：「COSMIC RUGBY」（コズミックラグビー） 作曲・入間次朗[注釈 90]
  - この楽曲は高校ラグビー中継専用に作られたものでJNN非加盟局でも使われている。
  - 第73回（1993年度）以降はオープニングのみ使用。
  - 第76回（1996年度）ではアレンジされたバージョンが使われたが、第80回（2000年度）の頃には元のバージョンに戻された。
  - 近年は使用頻度が減っており、第85回（2005年度）・第87回（2007年度）の決勝では全く使われなかった。その後、第93回（2013年度）・第94回（2014年度）の決勝では、ハーフタイムに試合前半を振り返るVTRで使用された。
  - なお一部地方局の県予選決勝では引き続き使用されているケースが多い（例：三重テレビ制作の三重県大会、テレビ和歌山制作の和歌山県大会、大分放送ラジオ制作の大分県大会など）。また秋田放送では高校ラグビーの話題を取り上げる際に高校サッカーにおける「ふり向くな君は美しい」と同じ形式でBGMとして流れている。
- 第72回（1992年度）までは、エンディングテーマとして太川陽介「青春にトライ!」が使われていた。

第73回 - 第84回および第89回以降のエンディングテーマ
　ちなみにハイライト番組ではオープニング、CM前のアイキャッチ、エンディングで使用されている。
- 第73回（1993年度）：ときめきからBEGIN／松田博幸
- 第74回（1994年度）：What do you love?／MASAKI
- 第75回（1995年度）：未来の扉／山口由子
- 第76回（1996年度）：この情熱はダイヤモンド／宇徳敬子
- 第77回（1997年度）：Dream'in Love／小松未歩
- 第78回（1998年度）：Not Too Late／稲葉浩志
- 第79回（1999年度）：真冬の星座たちに守られて／広末涼子
- 第80回（2000年度）：日だまりにて／ゆず
- 第81回（2001年度）：いつものところへ／0930
- 第82回（2002年度）：Believe again／SAYAKA
- 第83回（2003年度）：Slide show／矢井田瞳
- 第84回（2004年度）：コンパス／Sound Schedule
- 第89回（2009年度）：One／Aqua Timez
- 第90回・第91回（2010年度・2011年度）：風に吹かれて／Aqua Timez
- 第92回（2012年度）：インゴール／NMB48
- 第93回・第94回（2013年度・2014年度）：熱くなれ／ニホンジン
- 第95回・第97回 - 第100回（2015年度・2017年度 - 2020年度）：ハナツ／スキマスイッチ
- 第96回（2016年度）：ハナツ premium ver.／スキマスイッチ
- 第101回・第102回（2021年度・2022年度）：走り続けた日々／ケツメイシ
- 第103回：値千金／SUPER BEAVER

「ハナツ」のオリジナルバージョンについては、第98回（2018年度）で再開されたラジオ中継でも、オープニングとエンディングに使用。新型コロナウイルス感染拡大の影響で第100回大会の開催が危ぶまれていた2020年7月からは、総勢300名（スキマスイッチ、ハイライト番組キャスターの大畑・小島、高校生時代に当大会への出場経験があるラグビートップリーグ加盟チームの選手など）がpremium ver.（プレミアムバージョン）を歌った 「今こそONE TEAM!『全国高校ラグビー100回大会』テーマソング リモート合唱動画」 が、毎日放送のYouTube公式チャンネルで配信されている。
「ノーサイド」
第85回（2005年度）から第88回（2008年度）までは松任谷由実の「ノーサイド」が大会テーマソングに定められ、毎年若手アーティストがカバーしていた。
- 第85回（2005年度）：Fonogenico
- 第86回（2006年度）：キンモクセイ
- 第87回（2007年度）：高杉さと美
- 第88回（2008年度）：LOVE

大学やトップリーグの会場では「ジャパンラグビー応援ソング」の『威風堂々』（ゆず）が流されることが多いが、高校ラグビー本大会ではこれらの曲が流れることが多い。なお、「COSMIC RUGBY」が使用されるようになって以来、CM前のアイキャッチとして使われるようになった曲は、かつて「プロ野球ニュース」内「クイズまとめてホームラン」の正解音楽としても使われたことがある。

## 大会キャラクター
大会キャラクターが初めて起用されたのは第81回大会（2001年度）で、この時はイメージキャラクターとして井川遥 が起用された。第83回大会（2003年度）では、前年度にテーマソングを担当した神田沙也加（当時の芸名はSAYAKA）が起用された。
第85回大会（2005年度）より大会キャラクターとしてミスマガジンから1人起用されていたが、必ずしもグランプリ受賞者が起用されるとは限らなかった。「全国高校サッカー」の応援マネージャー（2007年度はミスマガ2005 グランプリの北乃きい）のように現役高校生の学齢のみという限定はないが（2006年度の入船、2007年度の鹿谷が全日制高校卒業済みの学齢）、2008年度以降は現役高校生の学齢の受賞者が続いた。キャラクターは森喜朗日本ラグビーフットボール協会会長（当時）より直々に任命され、ツーショットを披露することが慣例だった。
- 第85回（2005年度）：中村優（ミスマガ2005 審査員特別賞）
- 第86回（2006年度）：入船加澄実（ミスマガ2006 審査員特別賞）
- 第87回（2007年度）：鹿谷弥生（ミスマガ2007 グランプリ）
- 第88回（2008年度）：桜庭ななみ（ミスマガ2008 グランプリ）
- 第89回（2009年度）：小林さり（ミスマガ2009 グランプリ）
- 第90回（2010年度）：清水富美加（ミスマガ2010 ミス週刊少年マガジン）
- 第91回（2011年度）：秋月三佳（ミスマガ2011 ミス週刊少年マガジン）

ミスマガジンは2012年度に休止が発表されたため、同年度はMBSの中継テーマソング（上述）を歌うNMB48が「応援サポーター」として起用された。2013年度から2020年度までは、グラビアアイドルとしても活動するハイライト番組キャスターの小島瑠璃子が、単独でポスターや看板などに登場。2021年度・2022年度は、小島と同じホリプロ所属の木下彩音（2015年の第40回ホリプロタレントスカウトキャラバングランプリ受賞者）が、小島からキャスターと大会キャラクターの役割を引き継いでいた。ただし、2023年度は女性のタレントをハイライト番組のキャスターに起用していない。

## マスコット
「毎日ラグビー坊や」という高校ラガーマンをモチーフとしたマスコットキャラクターが存在する。「青春にトライ!」のキャッチフレーズとともに第66回（1986年度）大会よりテレビ中継のオープニング、エンディング、アイキャッチで使用されている。デザインとしてはパスを受けランニングする絵とインゴールにグラウンディングする絵があるが、横向きしかない。かつて場外に上げられていたアドバルーンや現在場内に表示される看板も横向き。
その後、1996年より東大阪市のマスコットとして、プレイヤーを模した「トライくん」、ラグビーボールを模した「ラボちゃん」が制定され、ラグビー場周辺のマンホール蓋や街路灯にあしらわれるようになった。こちらは正面向きの着ぐるみも作られ、大会期間中ラグビー場に出没する。
さらに2009年、全国高校体育連盟・ラグビー専門部のマスコットとして、プレイヤーを模した「ダイラ」、相棒の熊型ロボット「タックルリン」が制定された。
これら3種類ともキャラクターグッズは存在し、花園ラグビー場内外でバラバラに販売されている。
なお、地上波のテレビ中継を担当するMBSのマスコットキャラクター「らいよんチャン」も、大会の直前から終了まではラグビー選手に扮したバージョンに差し替える。第95回（2015年度）では、佐賀工時代に3年連続で大会へ出場した五郎丸歩が日本代表（エディーJAPAN）としてラグビーワールドカップ2015で活躍したことにちなんで、いわゆる「五郎丸ポーズ」を模した日本代表バージョンが使われた。

## 大会ポスターのキャッチコピー
- 第88回（2008年度）：闘志をあばけラグビー魂。[36]
- 第89回（2009年度）：ボールは託した[37]
- 第90回 - （2010年度 - ）：花園から世界へ

毎日放送では第100回以降、独自のキャッチコピーをつけている。
- 第100回（2020年度）：100th 乗り越えるチカラ
- 第101回（2021年度）：想いひとつ

## ブロック割り
出場校は各都道府県につき1校が原則（1990年度（第70回）以降）であるが、北海道・東京・大阪の3都道府については分割している。
北海道
北北海道ブロックと南北海道ブロックに分かれる。
- 北北海道
  - オホーツク地区、上川地区、釧路地区、宗谷地区、十勝地区、根室地区、留萌地区
- 南北海道
  - 石狩地区、胆振地区、渡島地区、後志地区、空知地区、日高地区、檜山地区

東京都
組み合わせ抽選により、東京都第1地区と東京都第2地区に分かれる。
大阪府
毎年4・5月に開催される大阪高等学校総合体育大会ラグビーフットボールの部にてシード校を決め（1位から3位が第1地区から第3地区の第1シード校となり、秋の地区大会も順当に勝利して本大会へ進む例が多い）、組み合わせ抽選により、大阪府第1地区と大阪府第2地区、大阪府第3地区に分かれる。本大会が高校総体を兼ねるようになってからは、開催地枠1校が割り当てられている。
この他、福岡県からも2校出場していた時期がある（1957年度・第36回大会〜1975年度・第54回大会）。また、1982年度（第62回大会）まで、優勝校には次回大会への出場権が与えられていた。
- 全国高等学校ラグビーフットボール大会 (鳥取県勢)
- 全国高等学校ラグビーフットボール大会 (山口県勢)
- 全国高等学校ラグビーフットボール大会 (香川県勢)
- 全国高等学校ラグビーフットボール大会 (徳島県勢)

2020年度の100回記念大会では、東京都・大阪府に次いで予選への参加校の多い埼玉・愛知・福岡の各県から、代表校を2校ずつ選出。東京都と同様に、1つの県を第1地区と第2地区に分けたうえで、地区ごとに1校が記念大会へ出場している。

## 歴代開催会場
- 豊中グラウンド（第1回大会から第5回大会まで開催された場所）
- 宝塚球場（第6回・第7回大会が開催された場所）
- 阪神甲子園球場（第8回大会から第10回大会まで開催された場所）
- 甲子園南運動場（第10回大会から第23回大会、第24回大会の関西大会、第25回大会が開催された場所）
- 福岡春日原球場（第24回大会の九州大会が開催された場所）
- 東京ラグビー場（第28回大会が開催された場所）
- 西宮球技場（第26回大会から第27回大会、第29回大会から第41回大会が開催された場所）
  - 名神高速道路の建設に伴って1962年から一時的な閉場を余儀なくされたため、会場を現在の東大阪市花園ラグビー場へ移転。名神高速道路開通後の1965年に再び開場したが、本大会での使用の再開までには至らず、2002年に閉場した。
- 東大阪市花園ラグビー場（第42回大会から現在に至るまで開催されている場所）
  - ラグビー専用のグラウンドであることに加えて、西宮球技場と同じく3面のグラウンドを擁することが、同球技場からの会場移転の決め手になったとされる[38]。
  - 本大会の開催に際しては、出場選手の安全性に最大限配慮すべく、年間を通じて芝の長さ（芝丈）を他のスポーツのグラウンドより長い39mmに揃えている[39]。

## 出場経験者

### 監督として出場
- 相亮太 - 流通経済大柏
- 綾部正史 - 大阪桐蔭
- 新井隆吉 - 保善
- 荒川博司 - 大阪工大高
- 有賀健 - 日川
- 岩出雅之 - 八幡工
- 梅木恒明 - 目黒
- 梅本勝 - 江の川、尾道、倉敷
- 王子拓也 - 天理
- 小城博 - 佐賀工
- 勝野大 - 岡谷工
- 鎌田徳治 - 秋田工
- 神尾雅和 - 大東大一
- 川勝主一郎 - 花園
- 川村幸治 - 布施工
- 記虎敏和 - 啓光学園
- 黒澤光弘 - 秋田工
- 権晶秀 - 大阪朝鮮
- 西條裕朗 - 報徳学園
- 佐藤忠男 - 秋田工
- 霜村誠一 - 桐生第一
- 杉本誠二郎 - 常翔啓光学園
- 園部暢 ‐ 京城師範
- 高桑栄一 - 秋田工
- 高崎利明 - 伏見工
- 高崎米吉 - 保善
- 竹田寛行 - 御所工/御所実
- 田中克己 - 天理
- 谷崎重幸 - 東福岡
- 土井崇司 - 東海大仰星
- 塚田朗 - 熊谷工
- 中野直 - 秋田工
- 中村誠  - 國學院久我山
- 新島清 - 福岡
- 野上友一 - 大阪工大高/常翔学園
- 浜野昭夫 - 國學院久我山
- 平池三記 - 常翔学園
- 藤田雄一郎 - 東福岡
- 藤原秀之 - 桐蔭学園
- 松澤友久 - 相模台工
- 三重野達 - 大分舞鶴
- 宮地真 - 春日丘/中部大春日丘
- 山口良治 - 伏見工
- 山田耕二 - 西陵商
- 湯浅大智 - 東海大仰星/東海大大阪仰星
- 湯浅泰正 - 京都成章
- 吉岡肇 - 國學院栃木

### 日本代表選手
太字は7人制日本代表または元7人制日本代表

#### 現役引退した選手
- 太田治 - 秋田工
- 桜庭吉彦 - 秋田工
- 瀬下和夫 - 秋田工
- 土田雅人 - 秋田工
- 吉田義人 - 秋田工
- 大西将太郎 - 啓光学園
- 苑田右二 - 啓光学園
- 吉田明 - 啓光学園
- 中道紀和 - 啓光学園
- 安田昇 - 啓光学園
- 天野義久 - 國學院久我山
- 上村康太 - 國學院久我山
- 砂村光信 - 國學院久我山
- 本城和彦 - 國學院久我山
- 今里良三 - 報徳学園
- 萩本光威 - 報徳学園
- 後藤翔太 - 桐蔭学園
- 四宮洋平 - 桐蔭学園
- 金澤良 - 大阪工大高
- 河瀬泰治 - 大阪工大高
- 辻本裕 - 大阪工大高
- 藤田剛 - 大阪工大高
- 大八木淳史 - 伏見工
- 平尾誠二 - 伏見工
- 細川隆弘 - 伏見工
- 元木由記雄 - 大阪工大高
- 小林日出夫 - 目黒
- 松尾雄治 - 目黒
- 水谷眞 - 目黒
- 阿刀裕嗣 - 福岡
- 土屋俊明 - 福岡
- 大畑大介 - 東海大仰星
- 豊田真人 - 東海大仰星
- 後川光夫 - 天理
- 氏野博隆 - 天理
- 大久保吉則 - 天理
- 伊藤忠幸 - 保善
- 島崎文治 - 保善
- 坂田正彰 - 新田
- 向井昭吾 - 新田
- 淵上宗志 - 佐賀工
- 山口智史 - 佐賀工
- 青井達也 - 天王寺
- 青木忍 - 大東大一
- 原進 -　諫早農
- 石田元成 - 西陵商
- 今泉清 - 大分舞鶴
- 遠藤幸佑 - 中標津
- 梶原宏之 - 日川
- 清宮克幸 - 茨田
- 薫田真広 - 岐阜工
- 熊谷皇紀 - 東福岡
- 栗原徹 - 清真学園
- 草津正武 - 熊本工
- 笹田学 - 盛岡工
- 辻高志 - 茗溪学園
- 難波英樹 - 相模台工
- 野村直矢 - 正智深谷
- 長谷川慎 - 東山
- 廣瀬佳司 - 島本
- 堀越正巳 - 熊谷工
- 宮井国夫 - 北見北斗
- 宮地克実 - 四条畷
- 村田亙 - 東福岡

#### 現役選手
- 有田隆平 - 東福岡
- 小川高廣 - 東福岡
- 垣永真之介 - 東福岡
- 竹下祥平 - 東福岡
- 豊田将万 - 東福岡
- 布巻峻介 - 東福岡
- 藤田慶和 - 東福岡
- 古川聖人 - 東福岡
- 山本秀文 - 東福岡
- 和田耕二 - 東福岡
- 宇薄岳央 - 東海大仰星
- 小原政佑 - 東海大仰星
- 木津武士 - 東海大仰星
- 正面健司 - 東海大仰星
- 松延泰樹 - 東海大仰星
- 安井龍太 - 東海大仰星
- 山中亮平 - 東海大仰星
- 吉田朋生 - 東海大仰星
- 麻田一平 - 大阪工大高
- 橋野皓介 - 大阪工大高
- 松井千士 - 常翔学園
- 松原裕司 - 大阪工大高
- 森田恭平 - 大阪工大高
- 川俣直樹 - 正智深谷
- クリスチャン・ロアマヌ - 正智深谷
- 篠塚公史 - 正智深谷
- ホラニ龍コリニアシ - 正智深谷
- ロトアヘアポヒヴァ大和 - 正智深谷
- 大田尾竜彦 - 佐賀工
- 五郎丸歩 - 佐賀工
- 立川剛士 - 佐賀工
- 山村亮 - 佐賀工
- 小倉順平 - 桐蔭学園
- 堀越康介 - 桐蔭学園
- 松島幸太朗 - 桐蔭学園
- 望月雄太 - 桐蔭学園
- 石原慎太郎 - 東京
- 斉藤祐也 - 東京
- 相馬朋和 - 東京
- 堀江恭佑 - 東京
- 佐々木隆道 - 啓光学園
- 金正奎 - 常翔啓光学園
- 山下楽平 - 常翔啓光学園
- 今村雄太 - 四日市農芸
- 後藤駿弥 - 四日市農芸
- 坂井克行 - 四日市農芸
- 田中史朗 - 伏見工
- 北川俊澄 - 伏見工
- 松田力也 - 伏見工
- 中嶋大希 - 深谷
- 橋本大吾 - 深谷
- 山沢拓也 - 深谷
- 合谷和弘 - 流通経済大柏
- 高森一輝 - 流通経済大柏
- 湯原祐希 - 流通経済大柏
- 茂野海人 - 江の川
- 山本浩輝 - 石見智翠館
- 坂手淳史 - 京都成章
- 矢富勇毅 - 京都成章
- 笠木大 - 天理
- 立川理道 -　天理
- 吉田大樹 - 東農大二
- 小瀧尚弘 - 鹿児島実
- 中村亮土 - 鹿児島実
- 羽野一志 - 西陵
- 藤井淳 - 西陵商
- 庭井祐輔 - 報徳学園
- 日和佐篤 - 報徳学園
- 有賀剛 - 日川
- 青木佑輔 - 國學院久我山
- 伊藤平一郎 - 大分舞鶴
- 稲垣啓太 - 新潟工
- 大島佐利 - 國學院栃木
- 小澤大 - 岐阜工
- 菊谷崇 - 御所工
- 仙波智裕 - 八幡工
- 平浩二 - 長崎南山
- 谷口到 - 茗溪学園
- 田村優 - 國學院栃木
- 坪井秀龍 - 岡山工
- 長友泰憲 - 高鍋
- 流大 - 荒尾
- 成田秀悦 - 秋田工
- 畠山健介 - 仙台育英
- 平島久照 - 熊本西
- 姫野和樹 - 春日丘
- 福岡堅樹 - 福岡
- 村田大志 - 長崎北陽台
- 横山伸一 - 山形中央
- リーチマイケル - 札幌山の手

### その他
- 阿部康雄 - 新潟商（競輪選手）
- 大西一平 - 大阪工大高（神戸製鋼の日本選手権V4〜V6時代の主将）
- 加藤康雄 - 江の川（芸人）
- 清雲栄純 - 日川（サッカー選手[注釈 94]、サッカー指導者）
- クハラカズユキ - 北見北斗（ドラマー）
- こじまラテ - 大阪桐蔭（本名：小島潤一、清水建設ブルーシャークスの元・選手で、引退後はお笑いトリオ「なにわスワンキーズ」を経てピン芸人として活動）
- 近藤修司 - 東海大一（プロレスラー）
- 酒井宏之 - 大東大一（俳優）
- 佐々木卓 - 早大学院（TBSホールディングスおよびTBSテレビ代表取締役社長）
- 佐野正文 - 秋田工（新日鉄釜石ラグビー部の元副将）
- 武見敬三 - 慶應義塾（厚生労働大臣、参議院議員、東海大学教授）
- タックルながい。 - 報徳学園（本名：長位章充（ながい あきよし）、芸人、吉本新喜劇の劇団員）
- 中道貴之 - 木本（陸上競技選手（短距離））
- 橋下徹 - 北野（弁護士、大阪市長、大阪府知事、政界引退後の2021年度に大会ダイジェスト番組のスペシャルキャスターを務める）
- 藤山一郎 - 慶應義塾普通部（本名：増永丈夫、歌手・作曲家）
- ぼんちきよし - 啓光学園（芸人）
- マキノ雅弘 - 京都一商（本名：牧野正唯、映画監督）
- 誠直也 - 福岡電波（本名：古川誠剛、俳優）
- 松瀬学 - 修猷館（スポーツライター）
- 吉田敏洋 - 西陵商（競輪選手）
- 若松将弘 - 西陵商（競輪選手）
- 渡邉大吾 - 天理（競輪選手）

## 関連試合

### U18合同チーム東西対抗戦〜もうひとつの花園〜
- 2009年度（平成21年）から高校ラグビーの底上げのために開始された試合で全国高等学校合同チームラグビーフットボール大会に出場した選手を50人選抜して、東西2チーム各25人ずつに分けて試合が決勝戦前に花園ラグビー場の第1グラウンドで行なわれていたが、2015年度のみ準決勝前に行なわれた。なおこの試合もJ SPORTSが生中継を行なっている。そして第2回大会に出場した宇佐美和彦が、U18合同チーム東西対抗戦に出場した選手で初めて日本代表に選出された[40]。

　対戦成績西軍8勝東軍4勝（2020年現在）
| 回 | 日程         | 試合開始時間 | スコア          | 備考                                        |
| -- | ------------ | ------------ | --------------- | ------------------------------------------- |
| 1  | 2009年1月7日 | 12:20        | 東軍 36-34 西軍 | -                                           |
| 2  | 2010年1月7日 | 12:20        | 西軍 36-07 東軍 | この回まで試合名称がU18合同チーム東西対抗戦 |
| 3  | 2011年1月8日 | 12:00        | 西軍 19-12 東軍 | -                                           |
| 4  | 2012年1月7日 | 12:30        | 西軍 57-07 東軍 | -                                           |
| 5  | 2013年1月7日 | 12:30        | 西軍 64-07 東軍 | 現在までの最多点差試合                      |
| 6  | 2014年1月7日 | 12:30        | 西軍 31-00 東軍 | -                                           |
| 7  | 2015年1月7日 | 12:30        | 東軍 34-05 西軍 | 東軍が第1回以来の勝利                       |
| 8  | 2016年1月7日 | 11:00        | 西軍 31-12 東軍 |                                             |
| 9  | 2017年1月7日 | 12:15        | 東軍 31-10 西軍 |                                             |
| 10 | 2018年1月8日 | 12:15        | 東軍 27-12 西軍 |                                             |
| 11 | 2019年1月7日 | 12:15        | 西軍 26-12 東軍 |                                             |
| 12 | 2020年1月7日 | 12:15        | 西軍 19-12 東軍 |                                             |

### 高校東西対抗試合
- 1973年度から1975年度と1977年度から1979年度と1984年度から2009年度に行なわれていた大会で特に活躍した選手を選抜した上で東西に分かれて行なういわば高校ラグビー版オールスターゲームである。ちなみに試合は日本選手権やトップリーグの前座試合として行なわれていた。[注釈 95]

| 回 | 日時          | 会場             | スコア          | 東軍監督   | 西軍監督   | 備考                                                           |
| -- | ------------- | ---------------- | --------------- | ---------- | ---------- | -------------------------------------------------------------- |
| 01 | 1973年1月15日 | 秩父宮ラグビー場 | 東軍 19-14 西軍 | 鷹木立雄   | 林田昭喜   | -                                                              |
| 02 | 1974年1月15日 | 花園ラグビー場   | 西軍 38-04 東軍 | 堤治美     | 川勝主一郎 | -                                                              |
| 03 | 1975年1月15日 | 国立競技場       | 東軍 17-16 西軍 | 佐藤忠男   | 門田久人   | -                                                              |
| 04 | 1977年1月15日 | 国立競技場       | 東軍 27-13 西軍 | 石丸克己   | 山口安典   | -                                                              |
| 05 | 1978年1月15日 | 国立競技場       | 東軍 27-13 西軍 | 中野直     | 荒川博司   | -                                                              |
| 06 | 1979年1月21日 | 瑞穂ラグビー場   | 西軍 12-07 東軍 | 中村誠     | 三重野達   | -                                                              |
| 07 | 1984年1月15日 | 国立競技場       | 西軍 08-07 東軍 | 鶴田正樹   | 中村龍夫   | -                                                              |
| 08 | 1985年1月15日 | 国立競技場       | 東軍 24-06 西軍 | 森喜雄     | 今井國雄   | -                                                              |
| 09 | 1986年1月15日 | 国立競技場       | 東軍 38-07 西軍 | 松澤友久   | 西村稔     | -                                                              |
| 10 | 1987年1月15日 | 国立競技場       | 東軍 26-06 西軍 | 神尾雅和   | 後藤征士   | -                                                              |
| 11 | 1988年1月15日 | 国立競技場       | 東軍 49-16 西軍 | 有賀健     | 川村幸治   | -                                                              |
| 12 | 1989年1月15日 | 国立競技場       | 西軍 61-17 東軍 | 山田耕一   | 前田豊彦   | -                                                              |
| 13 | 1990年1月15日 | 国立競技場       | 西軍 60-12 東軍 | 佐々木正春 | 記虎敏和   | -                                                              |
| 14 | 1991年1月15日 | 国立競技場       | 東軍 23-20 西軍 | 塚田朗     | 小野嵩     | -                                                              |
| 15 | 1992年1月15日 | 国立競技場       | 東軍 35-26 西軍 | 浜野昭夫   | 田中克己   | -                                                              |
| 16 | 1993年1月15日 | 国立競技場       | 西軍 34-19 東軍 | 伊藤薫     | 一ノ宮博幸 | -                                                              |
| 17 | 1994年1月15日 | 国立競技場       | 東軍 51-10 西軍 | 大浦一雄   | 岡本博雄   | -                                                              |
| 18 | 1995年1月15日 | 国立競技場       | 東軍 32-24 西軍 | 柴田淳     | 浦敏明     | -                                                              |
| 19 | 1996年1月15日 | 国立競技場       | 東軍 48-36 西軍 | 黒沢光弘   | 安座間良勝 | -                                                              |
| 20 | 1997年1月15日 | 国立競技場       | 西軍 45-36 東軍 | 安本文康   | 小城博     | -                                                              |
| 21 | 1998年1月15日 | 国立競技場       | 西軍 57-40 東軍 | 山崎久造   | 首藤敬三   | -                                                              |
| 22 | 1999年1月15日 | 国立競技場       | 東軍 57-34 西軍 | 渡辺聡     | 野上友一   | -                                                              |
| 23 | 2000年1月15日 | 国立競技場       | 西軍 46-12 東軍 | 松井英幸   | 土井崇司   | -                                                              |
| 24 | 2001年1月13日 | 国立競技場       | 東軍 49-31 西軍 | 丹野博太   | 高崎利明   | -                                                              |
| 25 | 2002年1月12日 | 国立競技場       | 不明            | 小笠原常雄 | 井筒文夫   | この大会は三地域交流戦のため監督が三人いる。もう一人は矢野貞彦 |
| 26 | 2003年1月11日 | 国立競技場       | 東軍 48-20 西軍 | 松本純也   | 山口正昭   | -                                                              |
| 27 | 2004年1月17日 | 国立競技場       | 西軍 43-41 東軍 | 吉岡肇     | 谷崎重幸   | -                                                              |
| 28 | 2005年1月09日 | 国立競技場       | 西軍 45-22 東軍 | 入江眞也   | 宮城博     | -                                                              |
| 29 | 2006年1月15日 | 花園ラグビー場   | 西軍 24-10 東軍 | 佐藤幹夫   | 石井保明   | -                                                              |
| 30 | 2007年1月13日 | 国立競技場       | 西軍 45-24 東軍 | 本多茂     | 田村耕太郎 | -                                                              |
| 31 | 2008年1月12日 | 国立競技場       | 西軍 12-12 東軍 | 下村大介   | 梅本勝     | 対抗試合唯一の引き分け                                         |
| 32 | 2009年1月11日 | 秩父宮ラグビー場 | 東軍 55-26 西軍 | 今井好則   | 竹田寛行   | -                                                              |